# Abbaye de la Cambre
Pour les articles homonymes, voir La Cambre.
L'abbaye de la Cambre (en néerlandais : Abdij Ter Kameren) est un ancien monastère de moniales cisterciennes nobles, fondé en 1201 et supprimé en 1796. Installée à la source d'un ruisseau, le Maelbeek, à proximité du futur bois de la Cambre, l'abbaye a laissé son nom au quartier de La Cambre, à Ixelles, une commune de la Région de Bruxelles-Capitale (Belgique).
Grâce aux donations des ducs de Brabant et des grands féodaux brabançons, la fondation prend rapidement un bel essor. L'abbaye est placée sous l'autorité spirituelle de l'abbaye de Villers. Le XIIIe est un siècle de grand rayonnement spirituel, alors que le XIVe siècle est difficile. Au XVIe siècle, l'abbaye est souvent victime de pillages ou de saccages du fait des guerres de Religion. Le XVIIe est un siècle de prospérité et de restauration. Au XVIIIe siècle, les abbesses reconstruisent l'ensemble dans le style français de l'époque.
En 1796, l'abbaye est supprimée par la Révolution française et vendue comme bien national, ses bâtiments recevant diverses affectations par la suite. La plupart des bâtiments actuels datent du XVIIIe siècle ; seuls l'église, le réfectoire et l'aile de la salle capitulaire conservent leur caractère médiéval. De 2013 à 2020, une communauté de chanoines prémontrés séjourne dans l'édifice religieux devenu prieuré sur cette période.

## Situation géographique
L'abbaye de la Cambre est un ancien monastère de moniales cisterciennes nobles fondé à la source du Maelbeek, en Belgique. Elle est située à 2 km au sud-est de Bruxelles, dans le val, proche du bois de la Cambre, ancien parc extérieur à l'abbaye, qui était ouvert aux laïcs. Située hors de la ville lors de sa fondation, l'abbaye se trouve sur le territoire de la commune d'Ixelles, au sein de la Région Bruxelles-Capitale.

## Histoire
L'abbaye est fondée vers 1201, avec l'appui des moines de l'abbaye de Villers, par une dame noble, Gisèle († 1201), religieuse bénédictine bruxelloise. Elle adopta, pour sa fondation, la règle de l'ordre de Cîteaux. Grâce aux donations des ducs de Brabant (Henri Ier et Henri II), des grands féodaux brabançons tels que les d'Aa, la fondation prit rapidement un bel essor. Précisément, en 1201, elle reçut de Henri Ier duc de Brabant les étangs d'Ixelles, un moulin à eau et l'enclos environnant le monastère.

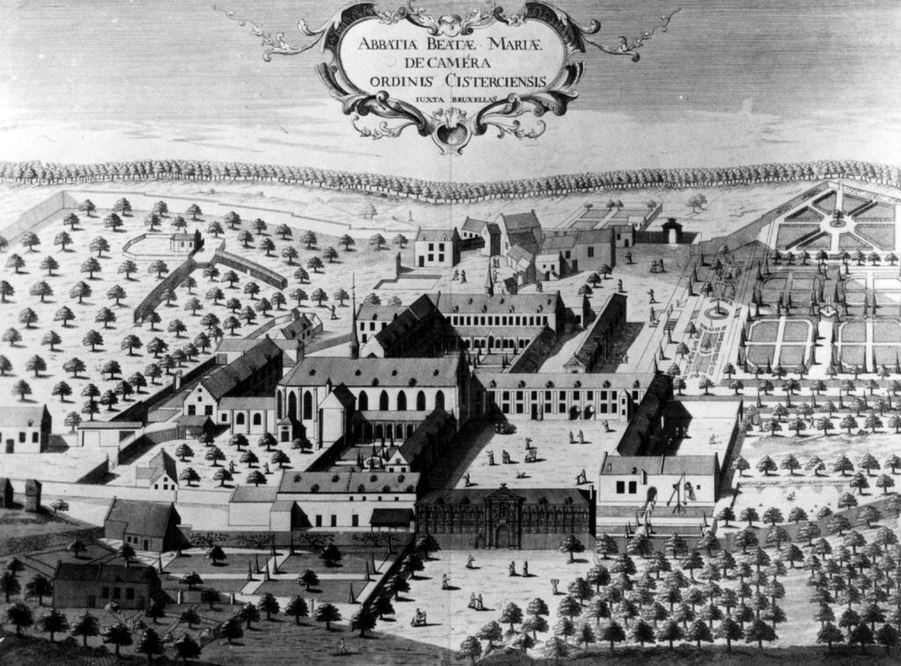
L'abbaye de la Cambre au XVIIIe siècle, gravure non signée attribuée à Jacques Harrewijn illustrant la Chorographia sacra Brabantiae d'Antoine Sandérus.

En 1203, le pape Grégoire IX confirme la fondation sous le nom de « Camera beatae Mariae » ou « Chambre de Notre-Dame », ce qui donnera finalement « la Cambre », évoquant ainsi la chambre de Nazareth où, selon la tradition, la Vierge Marie reçut l'Annonciation. L'abbaye est placée sous l'autorité spirituelle de l'abbaye de Villers. Par la suite, l'abbaye fit d'autres acquisitions importantes, comme, à Vilvorde, une partie du territoire urbain avec l'église Notre-Dame et ses dix-neuf bénéfices cédés par le chapitre d'Aix-la-Chapelle.
Le XIIIe siècle est un siècle de grand rayonnement spirituel : saint Boniface de Bruxelles (1182-1260), natif d'Ixelles, chanoine de Sainte-Gudule (future cathédrale de Bruxelles), professeur de théologie à Paris et évêque de Lausanne (1231), y vivra les dix-huit dernières années de sa vie et sera enterré dans l'église. À la même époque, sainte Alix y était une jeune moniale lépreuse et mystique, et y mourut le 12 juin 1250.
Le XIVe siècle fut difficile. Proche de la ville de Bruxelles, mais hors de son enceinte et donc non protégée, l'abbaye fut souvent victime de pillages du fait des guerres de Religion. Les moniales se réfugiaient alors à Bruxelles. En 1381, un incendie causé par des pillards détruit une bonne partie des bâtiments.
En 1400, est édifiée l'église qui subsiste encore au XXIe siècle. De style gothique, elle garde cependant la marque de la sobriété cistercienne.
Au XVIe siècle, quelques événements importants eurent lieu à l'abbaye. En 1559, Maximilien de Berghes y est consacré évêque de Cambrai. Le 28 juin 1568, c'est à La Cambre que se réfugia la veuve du comte d'Egmont (avec ses onze enfants) après l'exécution de son mari. En 1581, un nouveau saccage a lieu, cette fois par les calvinistes.
En 1599, les moniales rentrent à l'abbaye après un long exil à Bruxelles. Le XVIIe siècle est un siècle de prospérité et restauration. Au XVIIIe siècle, un désir de grandeur et de luxe conduit les abbesses à reconstruire tout l'ensemble dans le style français en honneur à l'époque : superbes jardins en gradins, escaliers monumentaux, cour d'honneur avec portail.
En 1796, elle est vendue comme bien national au carrossier Jean Simons, à la suite de la Révolution française. Elle change trois fois de mains et devient fabrique de betteraves puis de coton.  Au XVIIIe siècle, les domaines et propriétés de l'abbaye forment une commune indépendante : La Cambre, avant que cette commune soit intégrée à Ixelles .

## Abbesses commendataires

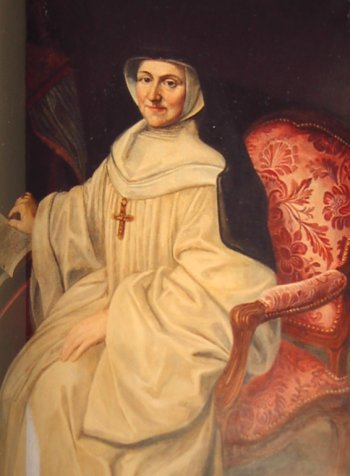
Marie Alexandrine Snoy (dame Séraphine), née en 1704, abbesse de la Cambre en 1757, morte en 1794.

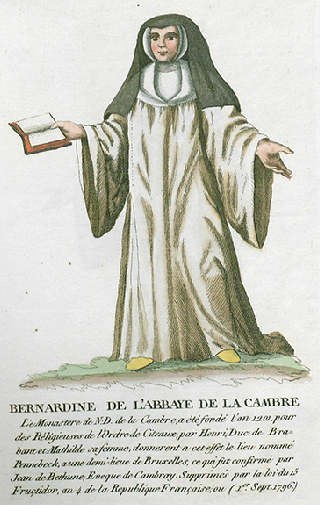
Bernardine de l'Abbaye de la Cambre.

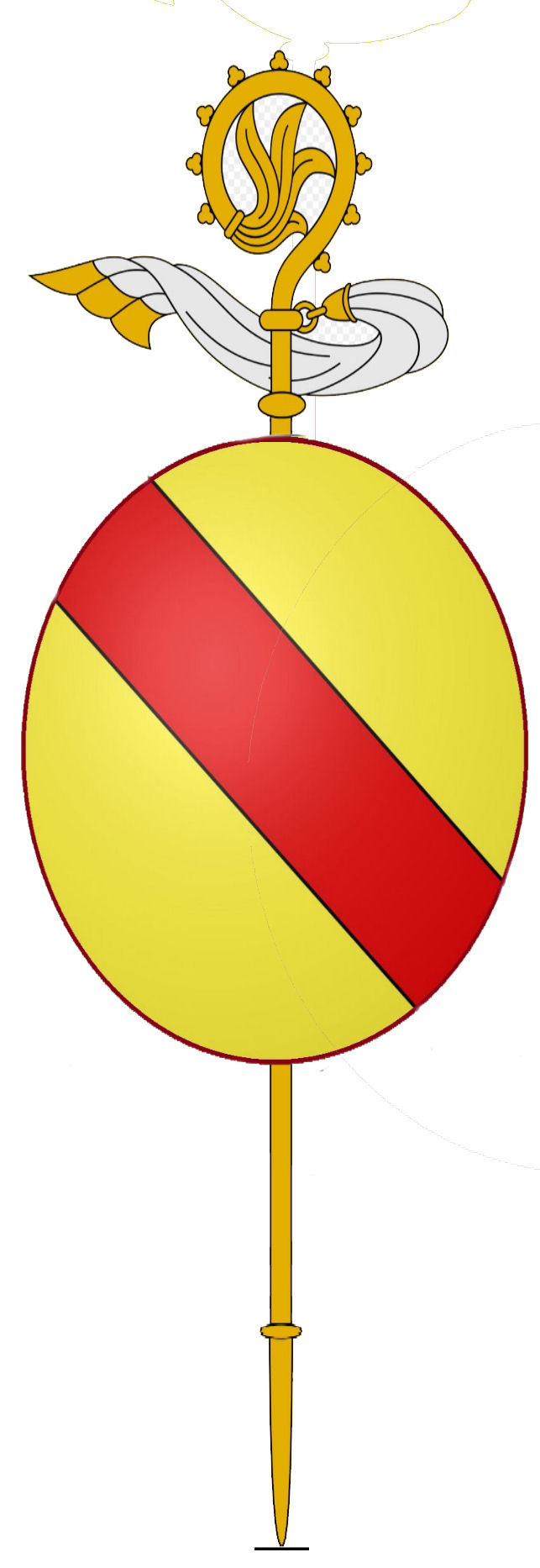
Marie IV de Ligne, 23ème abbesse
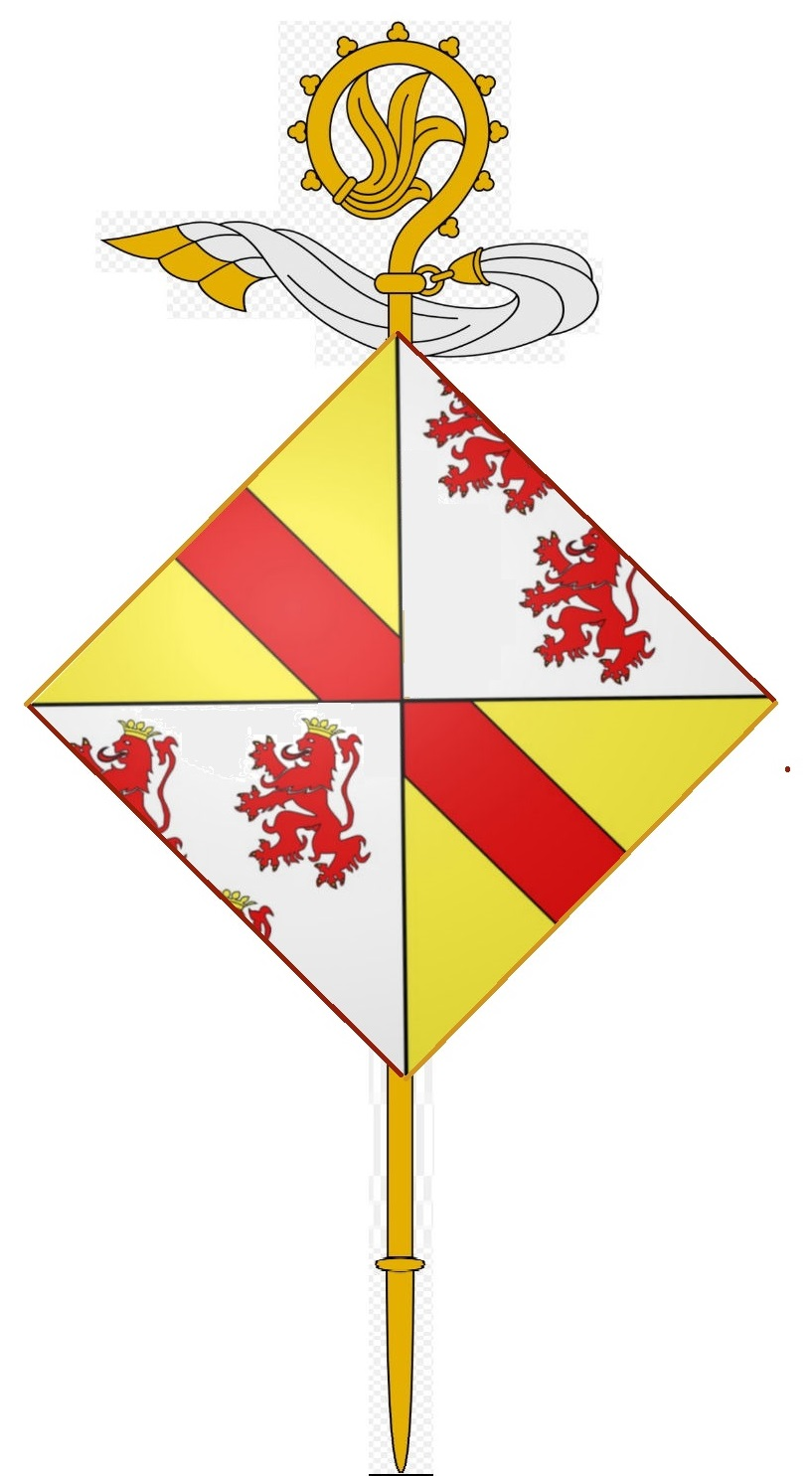
Marie de Ligne Barbançon, 30ème abbesse
Blason de Françoise de Boussu
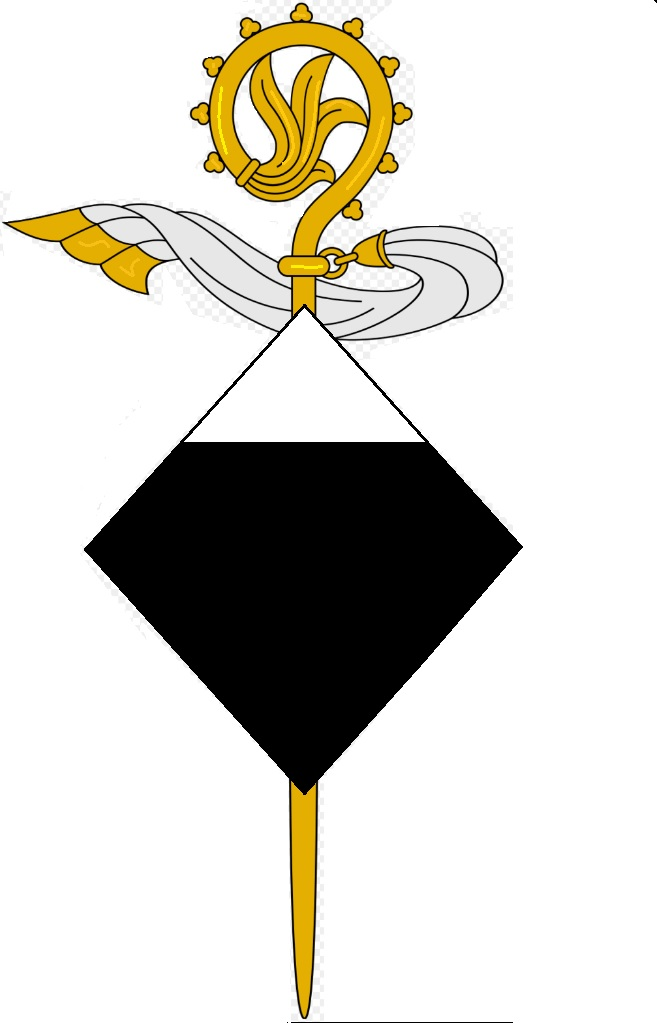
Ernestine de Gand née Marie-Ernestine de Gand-Vilain XIIII, 38ème abbesse
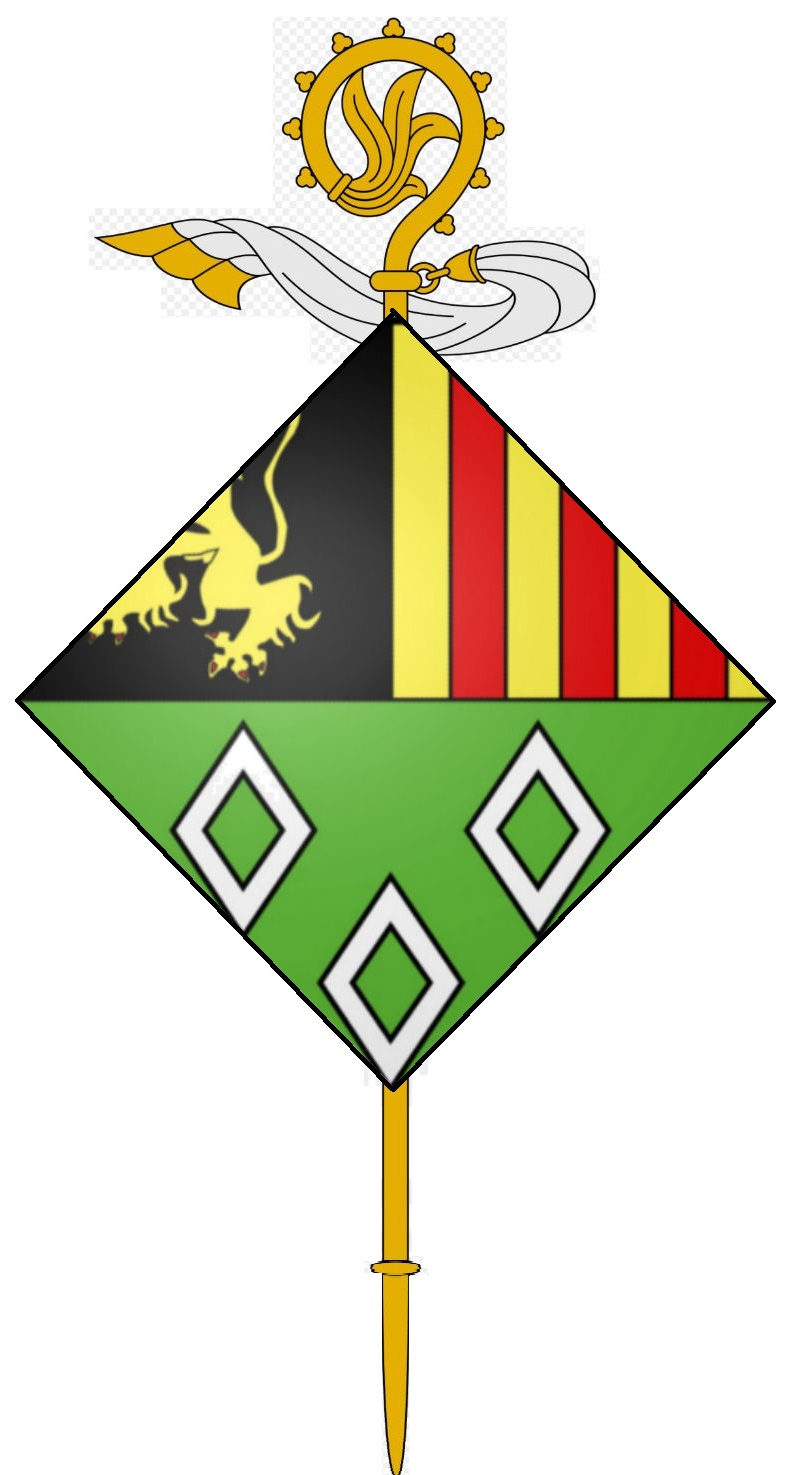
Lisbeth de Glymes-Berghes, 28ème abbesse

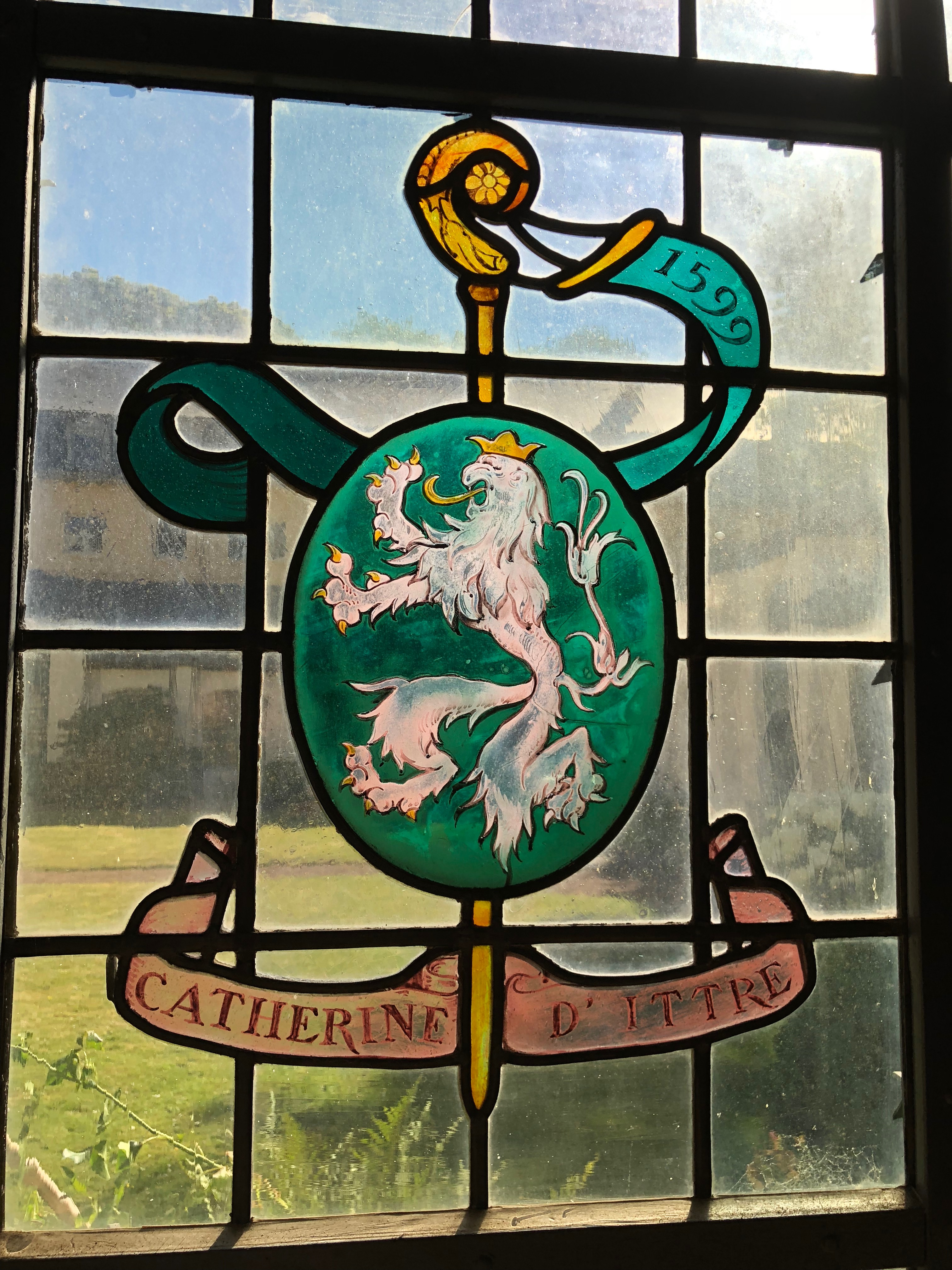
Catherine d'Ittre
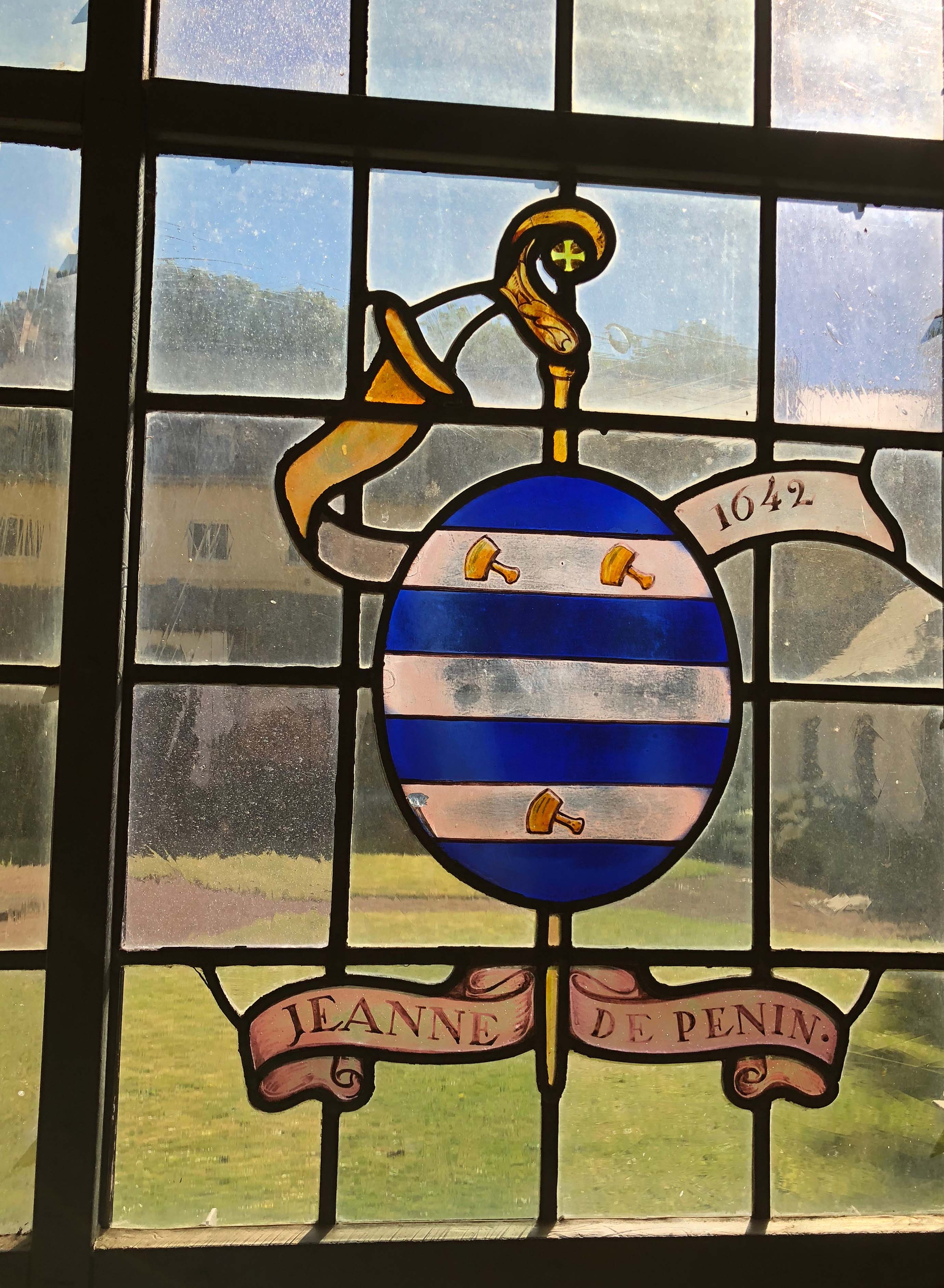
Jeanne de Penin
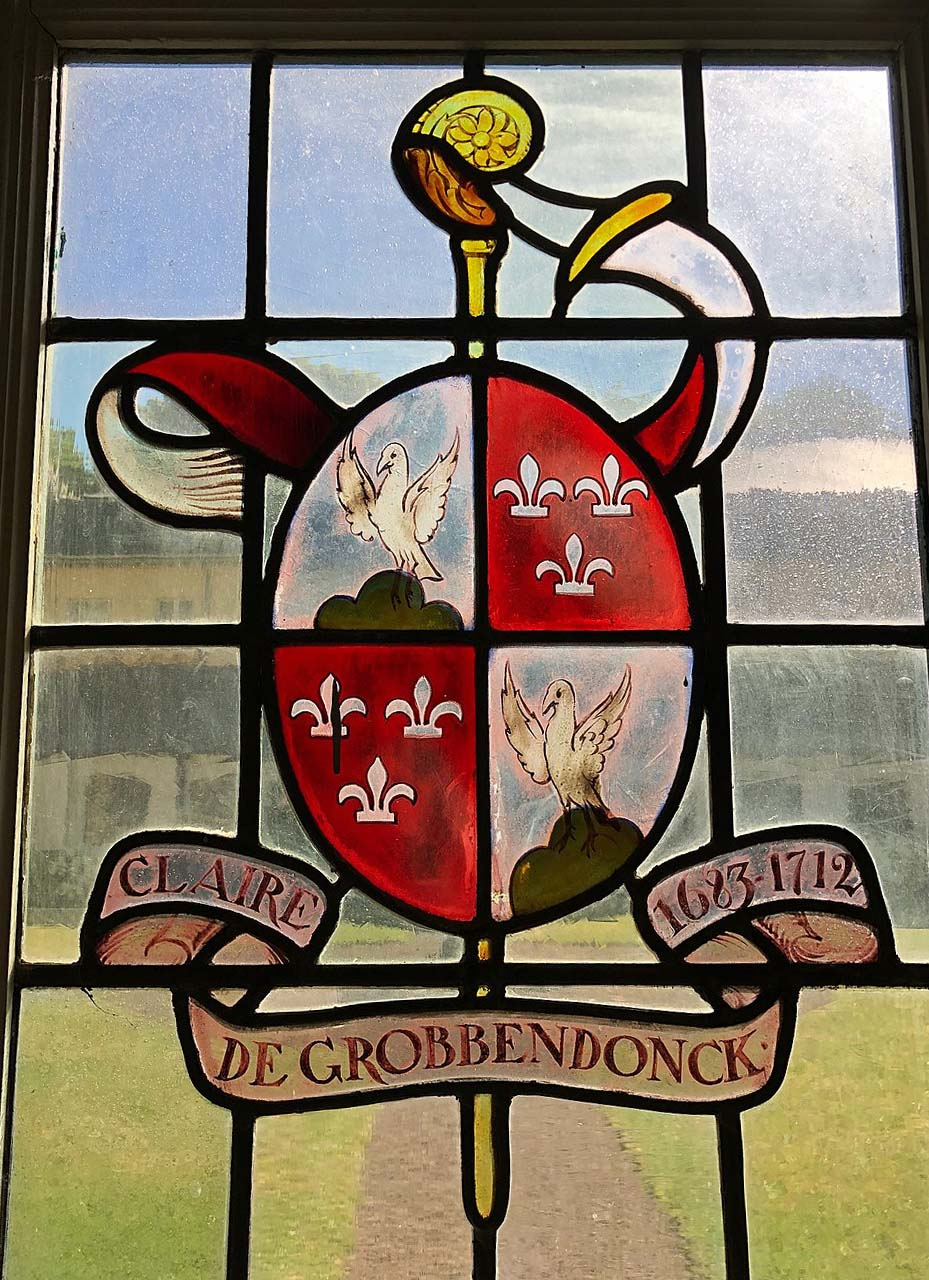
Isabelle de Grobbendonck
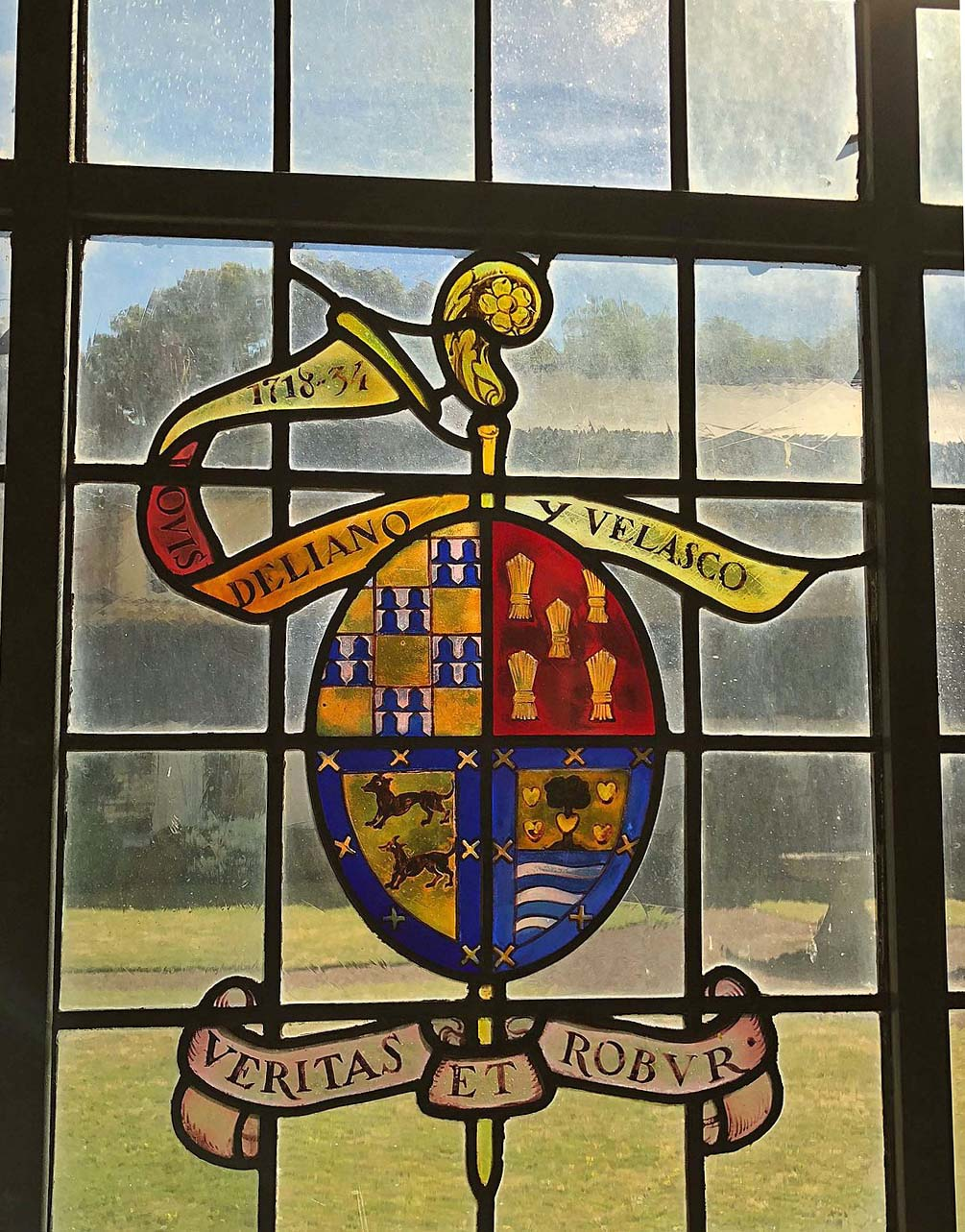
Louise Dellano y Velasco
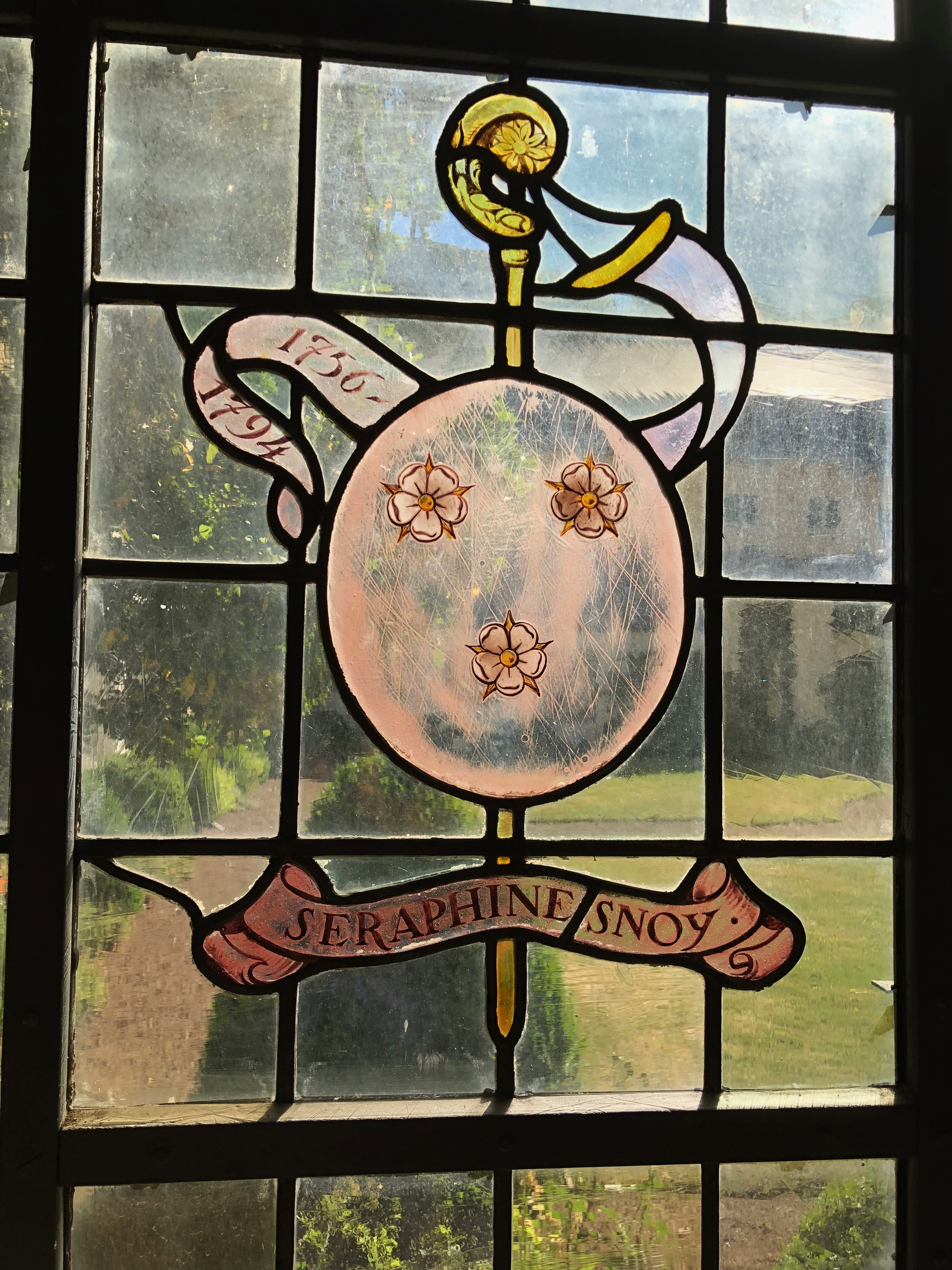
Séraphine Snoy 1756-1794

## Sœurs Bernardines
La plupart des sœurs étaient des filles de maisons importantes et nobles. Les abbesses étaient normalement membres de familles nobles. Les sœurs ont été nommés Bernardines de La Cambre.
- Sainte Alice de Schaerbeek (1204-1250)
- Constantia Rubens[7], fille de Peter Paul Rubens. Née le 3 février 1641, elle entra à l'abbaye en l668.

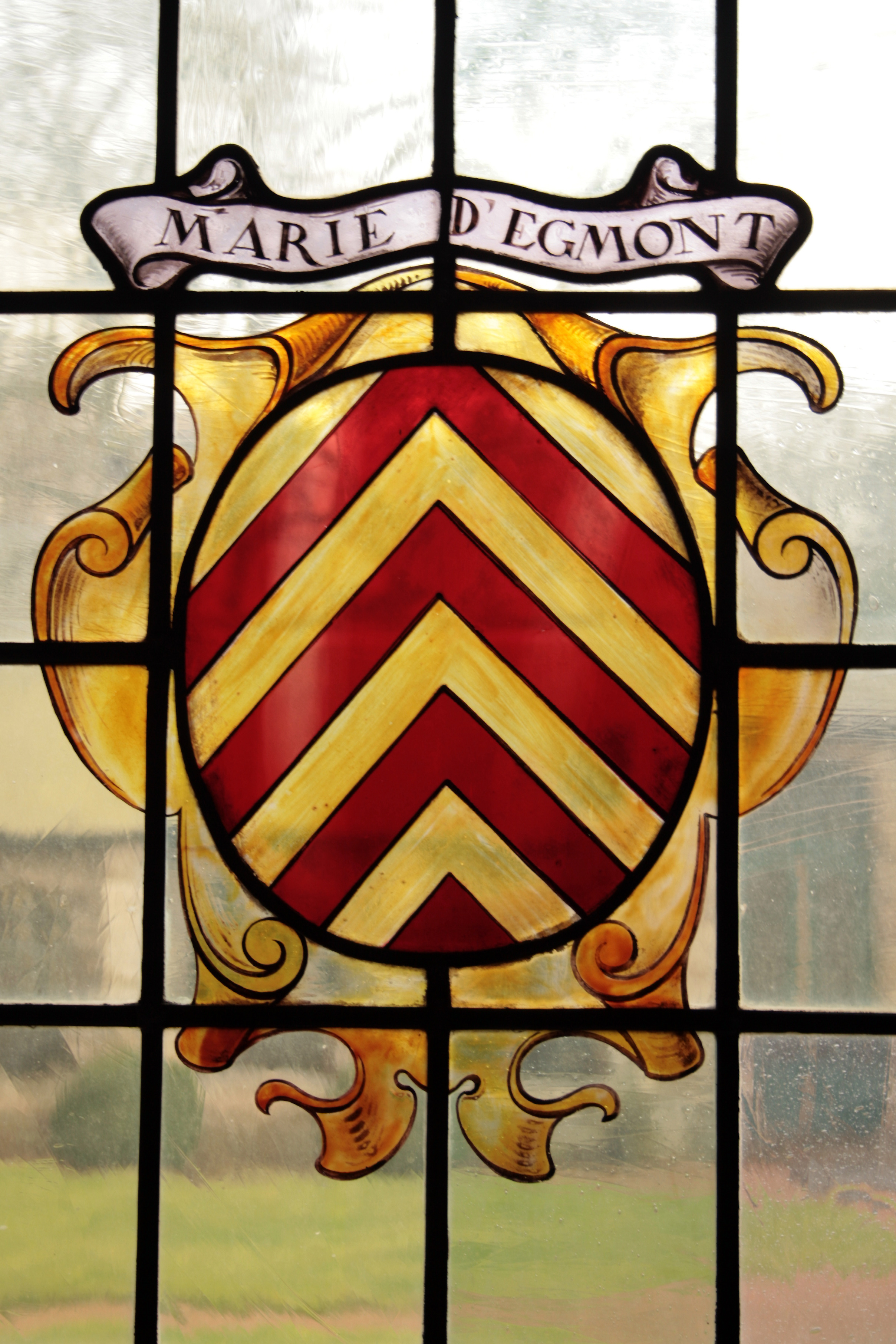
Marie d'Egmont
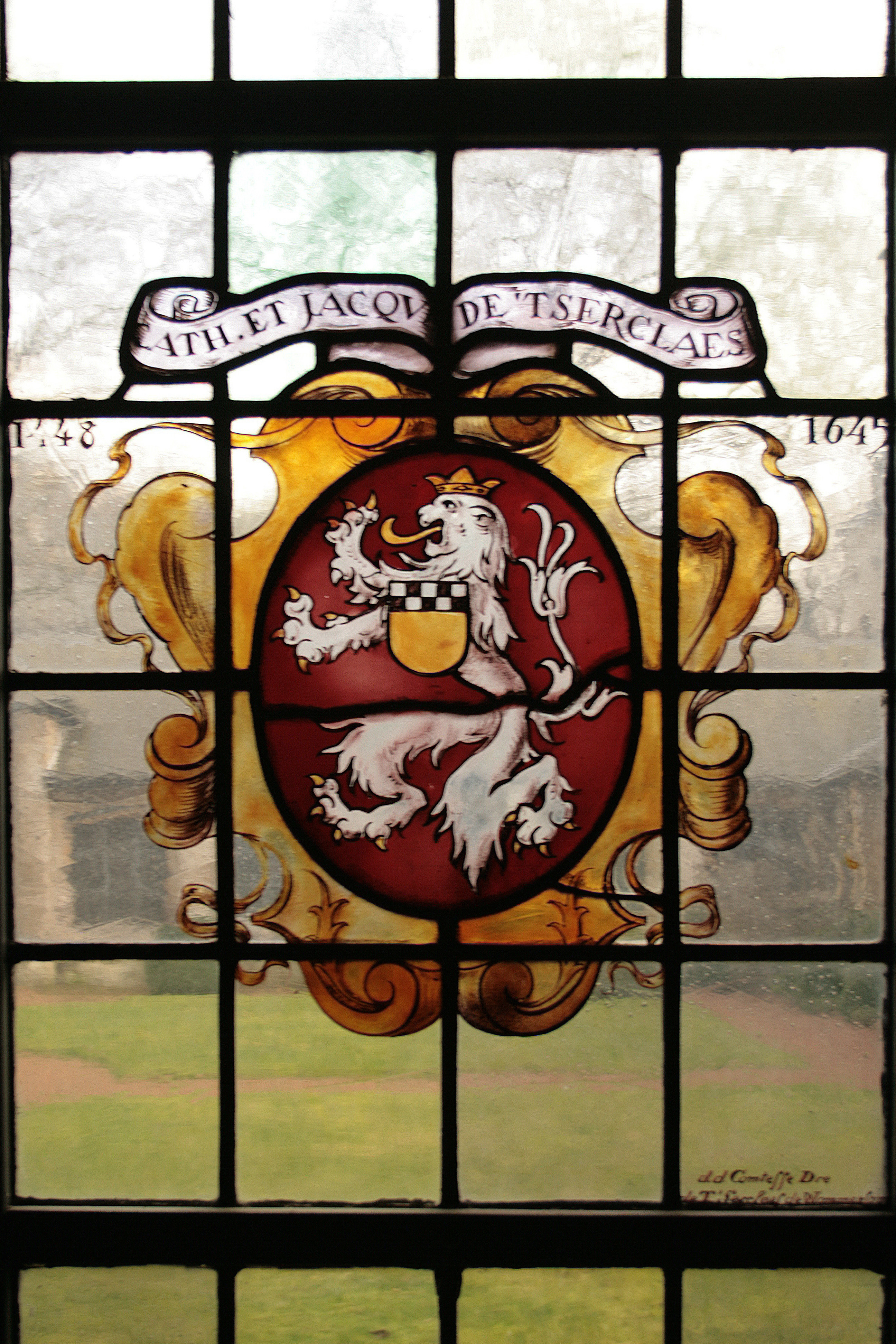
Catherine de 't Serclaes
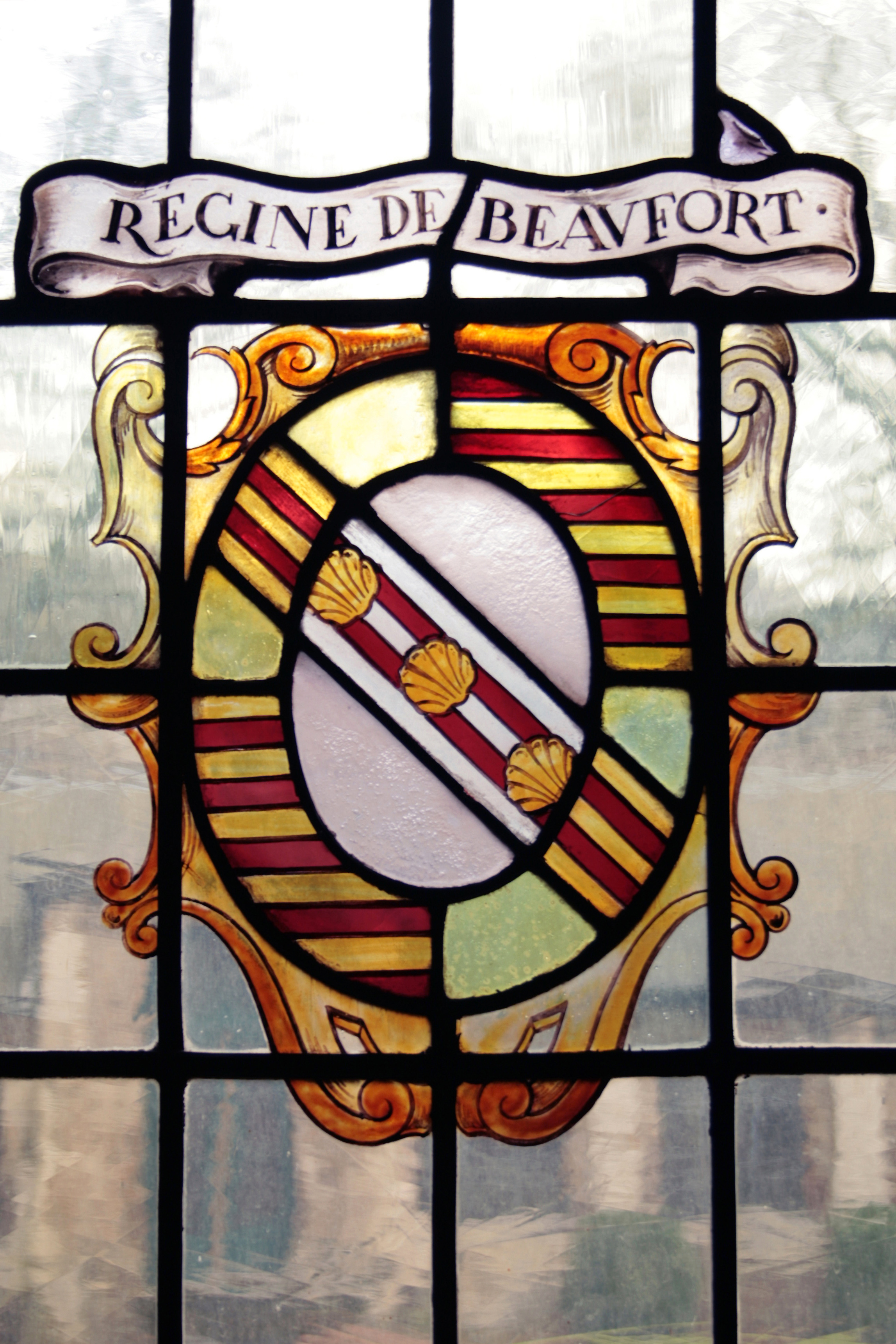
Régine de Beaufort
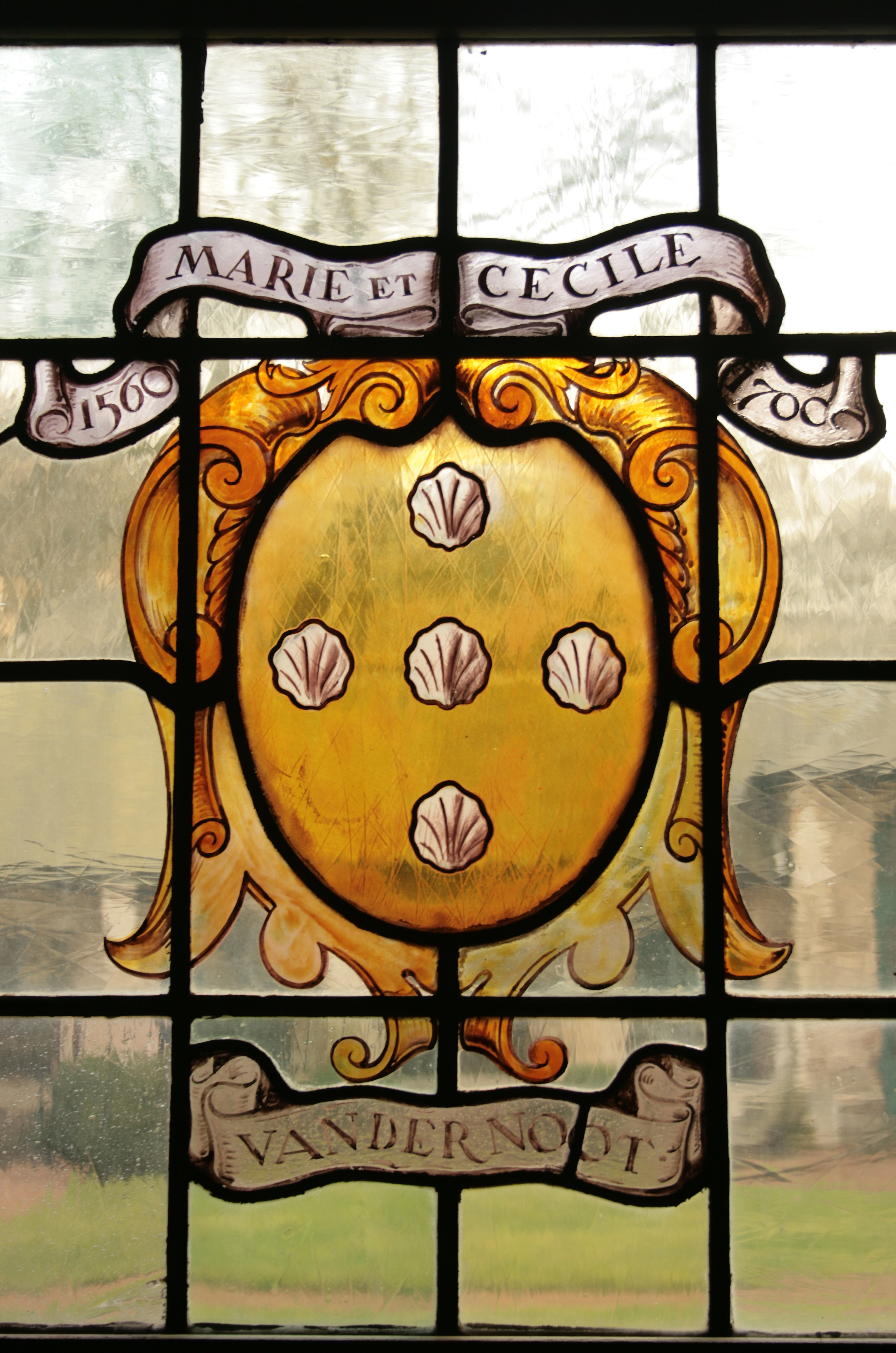
Marie et Cécile van der Noot
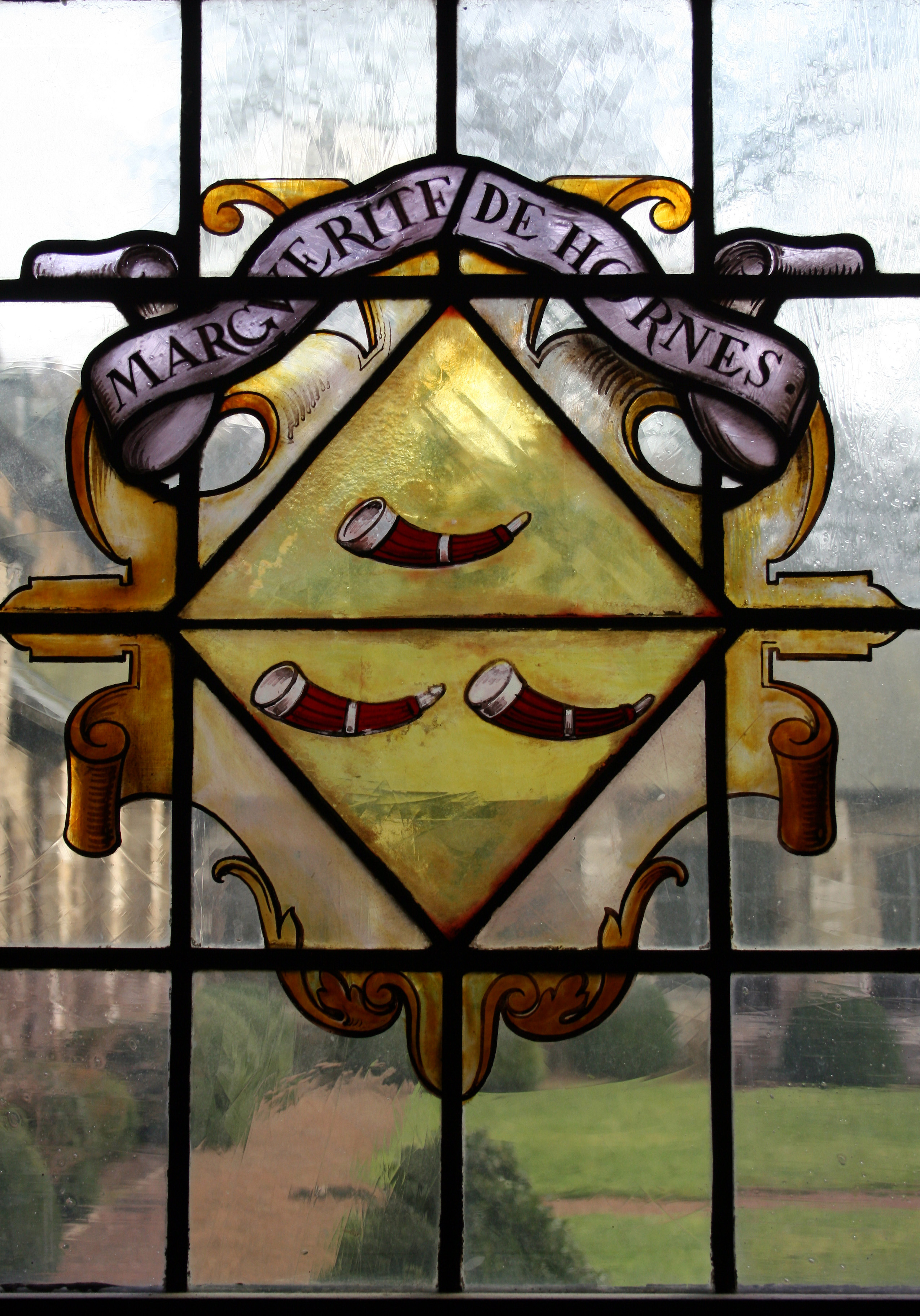
Marguerite de Hornes

## Après la suppression
Après la suppression de l'abbaye comme communauté monastique, les bâtiments furent utilisés pour différentes activités : hôpital militaire à plusieurs reprises sous la Révolution, où l'on soignait les victimes des combats ; manufacture de coton pendant cinq ans ; dépôt de mendicité de 1810 jusqu'à la fin du XIXe siècle, où l'on rassemblait hommes, femmes, enfants, malades, infirmes, aliénés mentaux et même des délinquants.

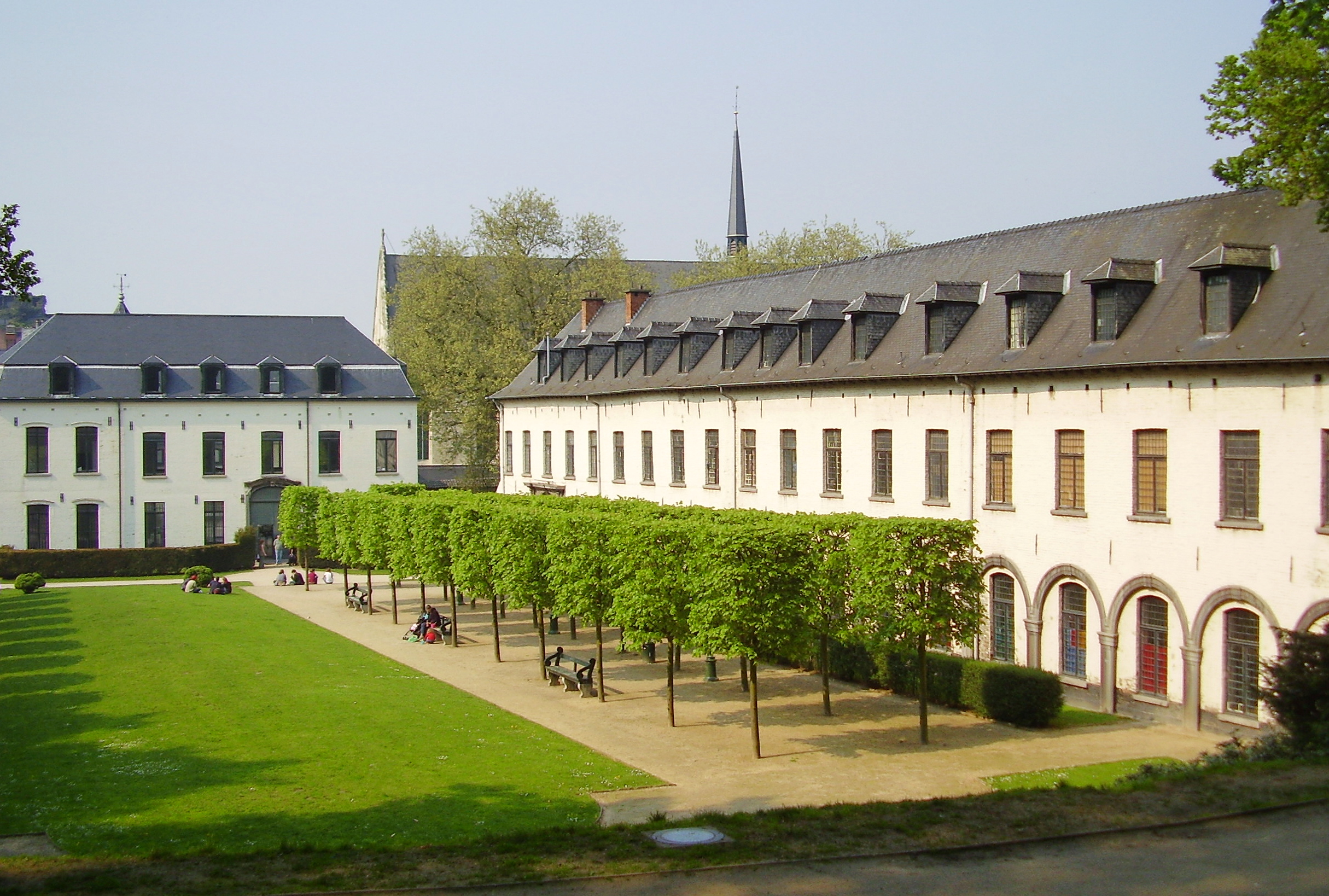
L'École nationale supérieure des arts visuels, plus familièrement dénommée « La Cambre ».

Entre 1870 et 1909, l'École royale militaire occupe l’entièreté du site et installe dans l'église un gymnase et une salle de jeu. Le cloître devient le réfectoire et sa galerie un préau tandis que la cour d'honneur devient un manège extérieur et les jardins en terrasse une plaine d'exercice. L'Institut Géographique National (IGN), et avant lui ses prédécesseurs l'Institut cartographique militaire et l'Institut géographique militaire, ont occupé les locaux de l'ancien palais abbatial de l'abbaye de 1871 à 2020.

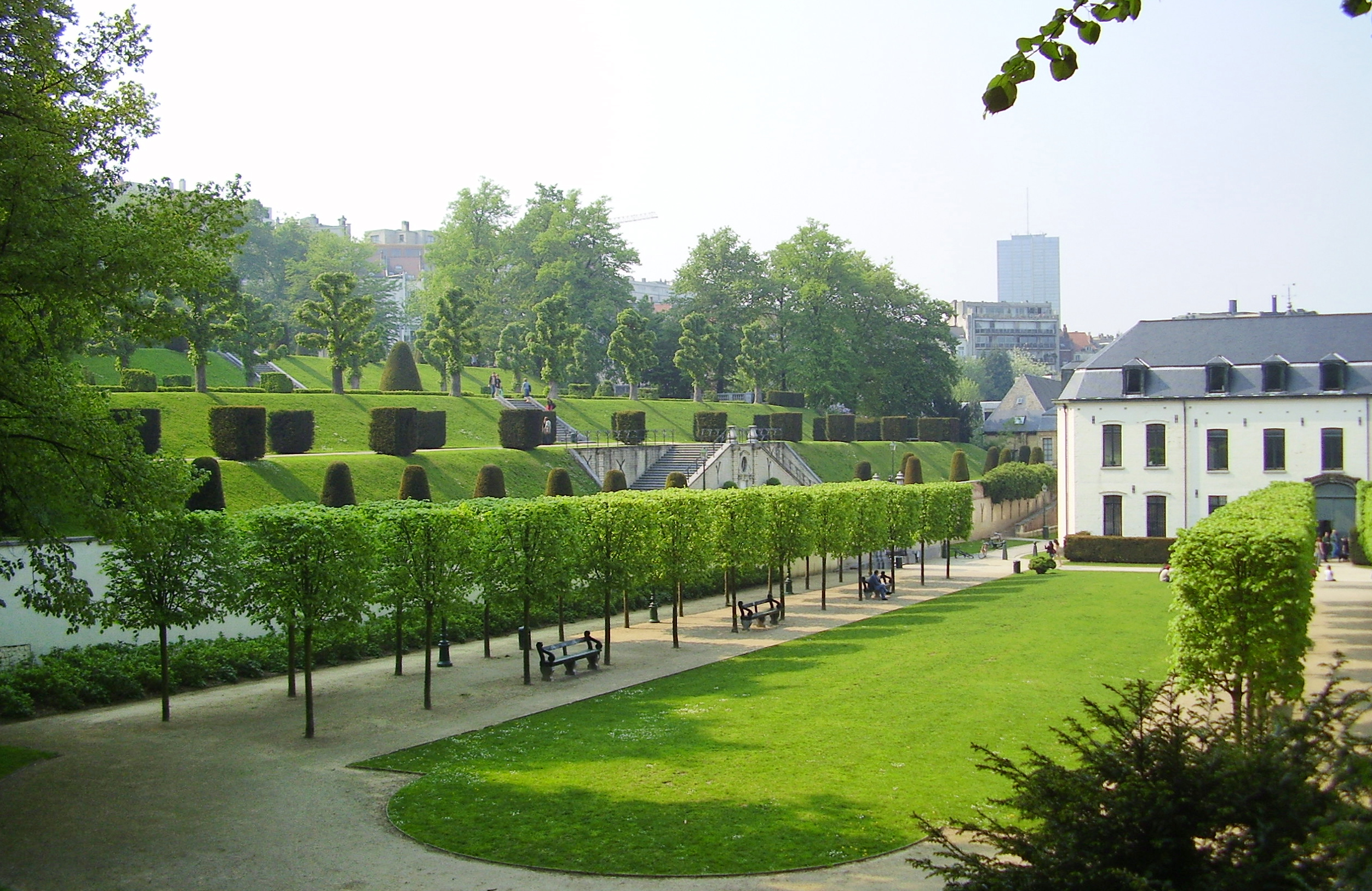
Promenade des abbesses et jardins étagés, aujourd'hui partie intégrante de l'École nationale supérieure des arts visuels La Cambre.

L'abbaye est occupée par des soldats allemands qui s'y cantonnèrent durant la Première Guerre mondiale. Après leur passage, elle se retrouva ruinée. Les architectes Collès et Chrétien Veraart furent chargés de la restauration.
En 1921, la Ligue des amis de la Cambre s'y installe pour préserver l'abbaye. En 1927, Henry Van de Velde obtient l'autorisation d'ouvrir dans l'enceinte abbatiale un Institut Supérieur des Arts Décoratifs (aujourd'hui et depuis 1980 École Nationale Supérieure des Arts Visuels (ENSAV) de La Cambre ou La Cambre Arts Visuels, l’une des principales écoles d’art et de design de Belgique).
En octobre 2013, les chanoines prémontrés de l'abbaye de Leffe y restaurent la vie religieuse, à l'appel de l'archidiocèse : deux chanoines, établis en prieuré, y animent la communauté chrétienne et assument la charge de la paroisse. Mais le 1er avril 2020, par un communiqué commun, l'abbé de Leffe et l'archidiocèse annoncent la fermeture du prieuré pour la fin de l'été.
En 2014, un jeune entrepreneur, Vincent Poswick, commercialise trois bières portant le nom d'Abbaye de la Cambre blonde, triple et ambre. Leur étiquette ne comportant pas le logo de bière belge d'Abbaye reconnue, car elles ne sont pas élaborées sur place mais par une brasserie limbourgeoise produisant des bières à façon, elles ne sont pas considérées par les connaisseurs comme de véritables bières d'abbaye mais comme un pur produit marketing.

## Description

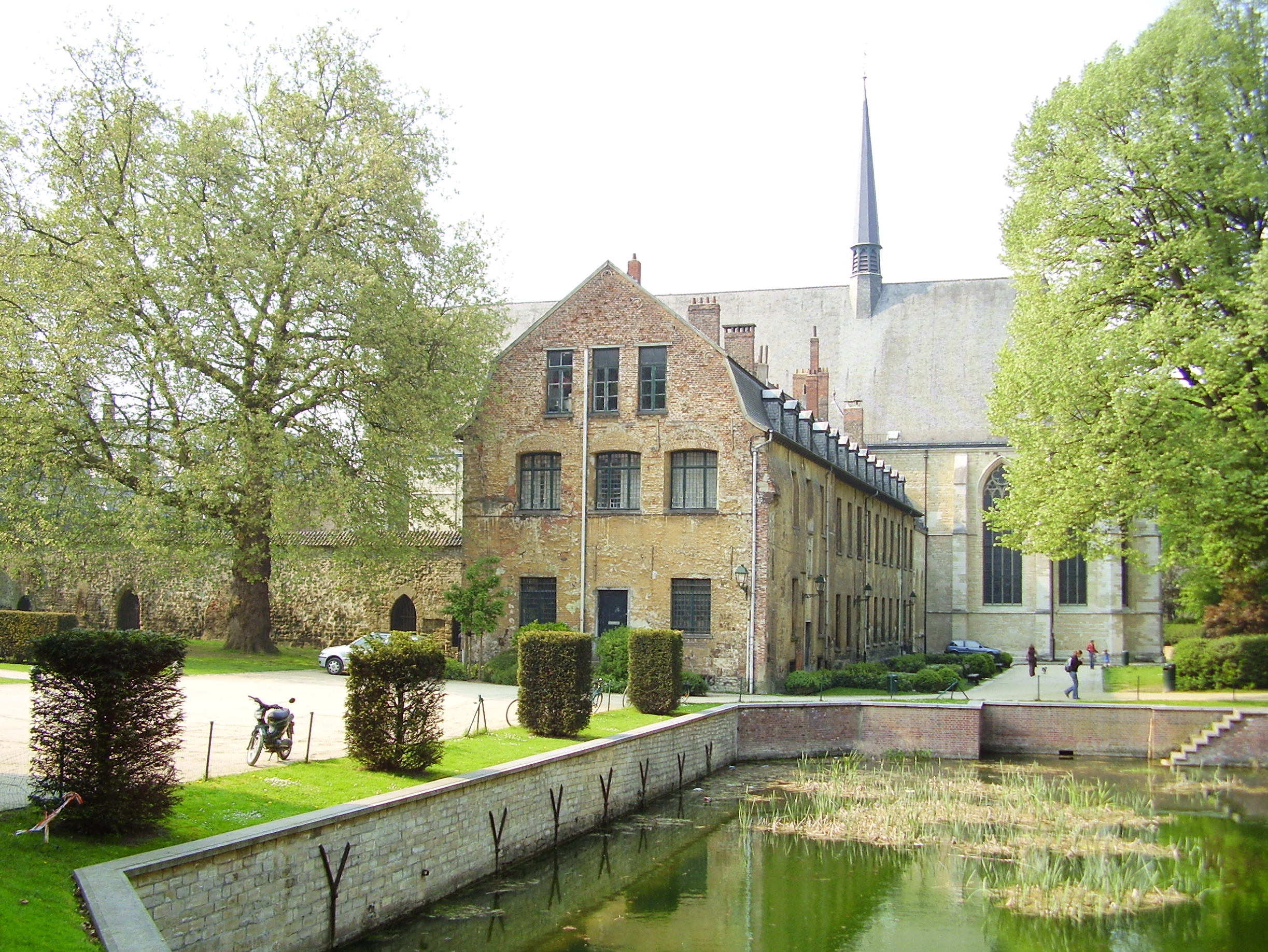
Source du Maelbeek dans le petit étang de l'abbaye de la Cambre.

Les bâtiments, édifiés aux XIIIe et XIVe siècles, durent être restaurés à partir de 1598. L'abbaye en reconstruction est représentée sur une toile de Denis van Alsloot (1570-1626) conservée au Musée des beaux-arts de Nantes. Aujourd'hui, l'abbaye est entourée au sud par l'avenue Émile Demot, à l'est par l'avenue Émile Duray et au nord par le square de la Croix-Rouge.
Du côté des étangs d'Ixelles, l'abbaye a deux entrées, qui permettent d'accéder à la place de l'église, au bassin où naît le Maelbeek, aux jardins étagés, à la cour d'honneur, au palais abbatial, à l'église conventuelle, au cloître, à la salle capitulaire, au dortoir, à l'infirmerie et à un pavillon.

### Les deux entrées

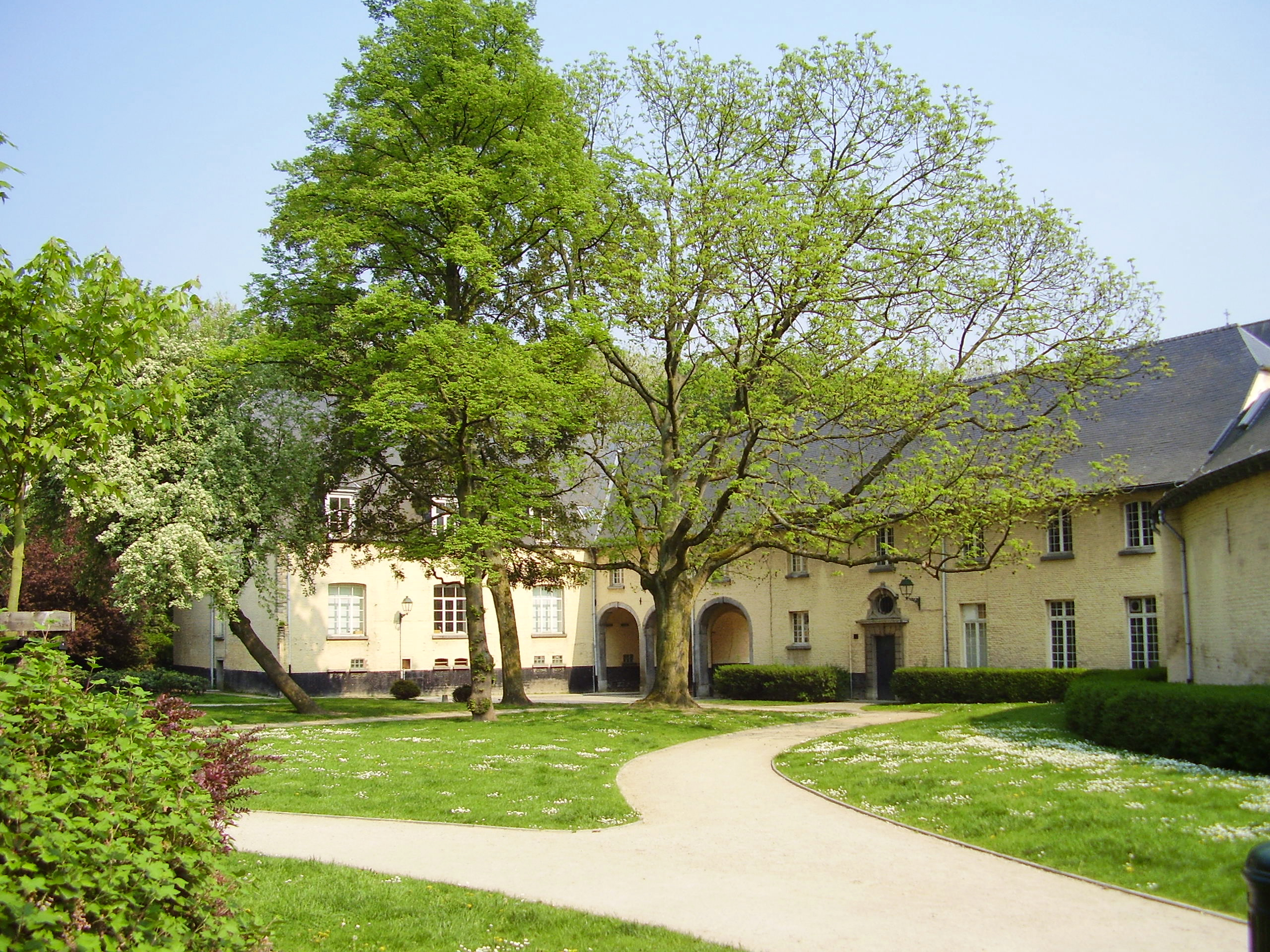
L'entrée de l'abbaye.

La première entrée est un portique à trois arcades soutenu par huit piliers. L'autre entrée est un portail monumental du XVIIIe siècle, caractérisé par son attique. Ainsi, la porte est cintrée avec des bandeaux, flanqué de deux colonnes doriques et surmonté d'un fronton triangulaire brisé. Dans le fronton se trouvent les armes de la 41e et dernière abbesse, Séraphine Snoy, armes que l'on retrouve à maints endroits du site.

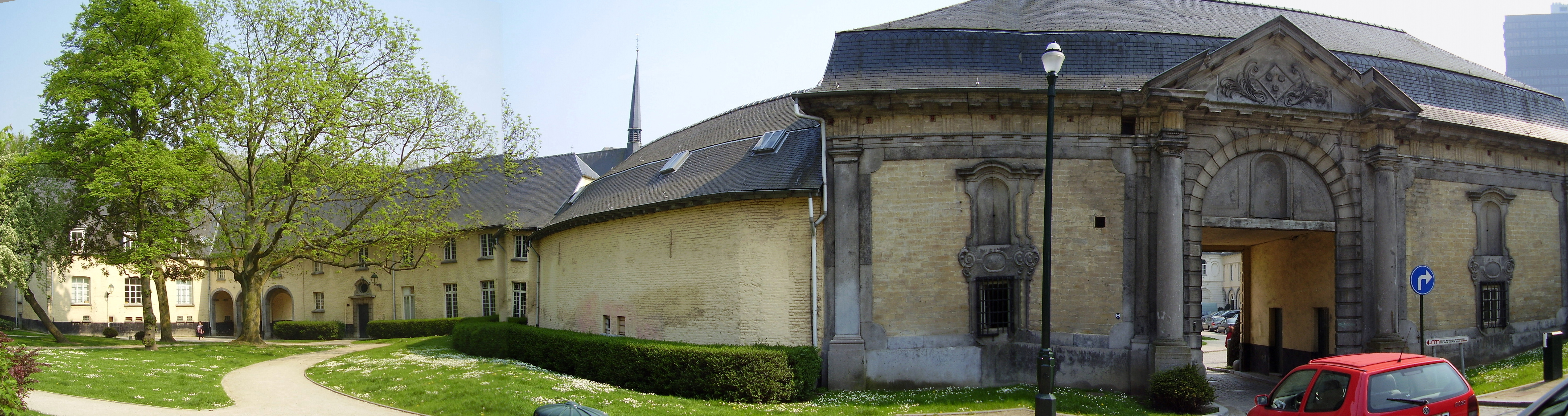
Vue panoramique de l'entrée depuis le square de la Croix-Rouge (anciennement esplanade de la Cambre).

### La cour d'honneur

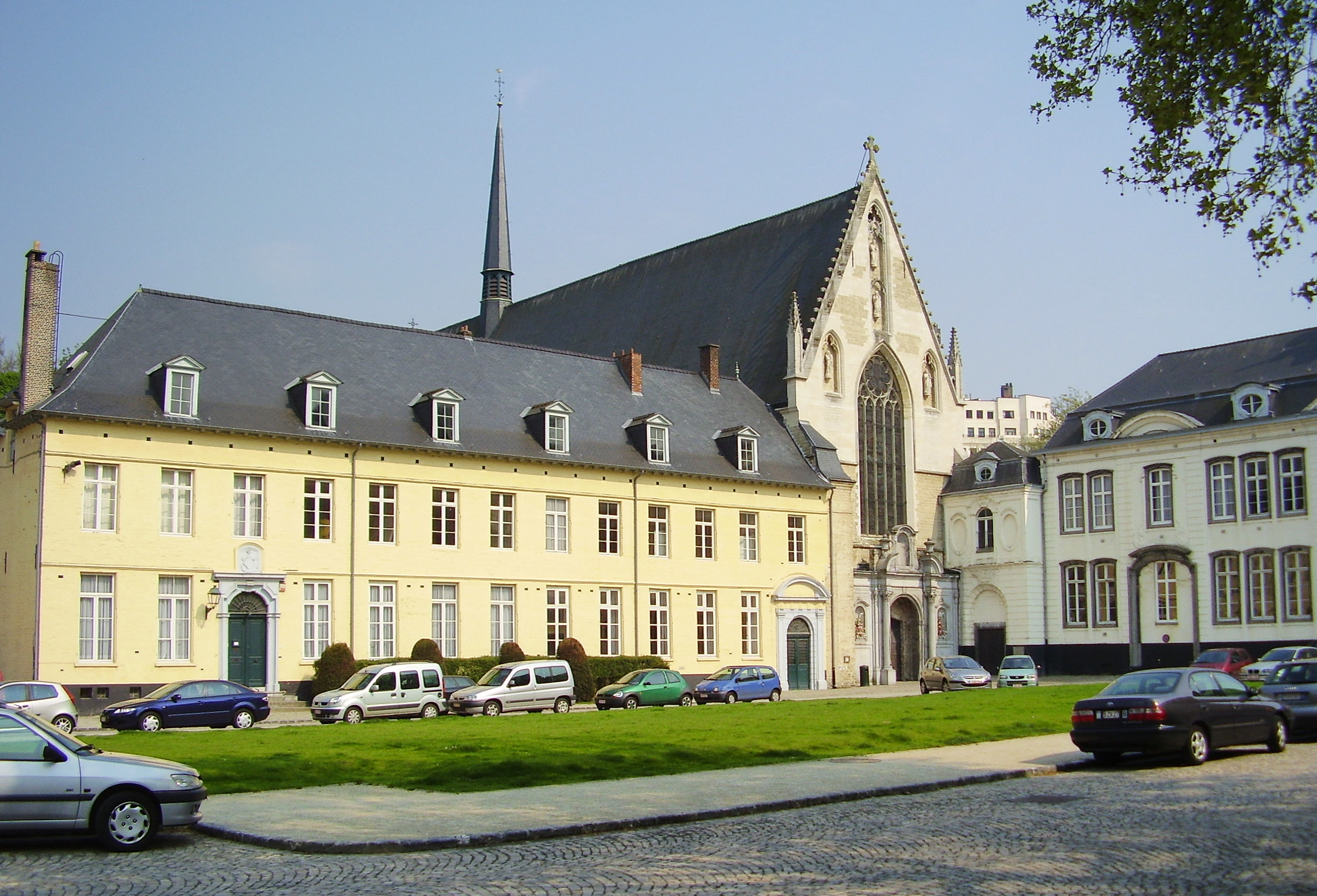
La cour d'honneur.

La cour d'honneur, transformée en parking, frappe par la symétrie et la régularité des constructions qui l'encadrent. Elle est de style classique. Le palais abbatial, au fond, est de style Louis XV. Il se partage en trois parties : la partie centrale avec perron et fronton triangulaire et les deux parties latérales, ailes perpendiculaires, avec porte cochère et fronton circulaire. La toiture possède quatre lucarnes. Cette cour d'honneur se termine au nord par un hémicycle comprenant la porte d'entrée de 1780. Le nom de l'architecte de cette cour n'est pas connu.

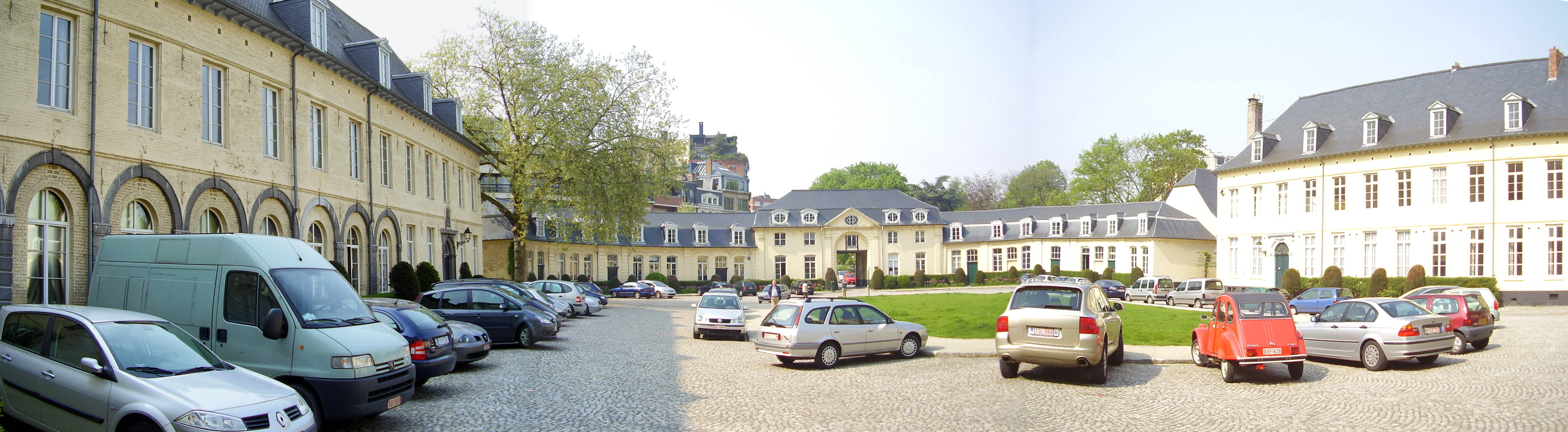
Vue panoramique de la cour d'honneur.

### L'église et le cloître

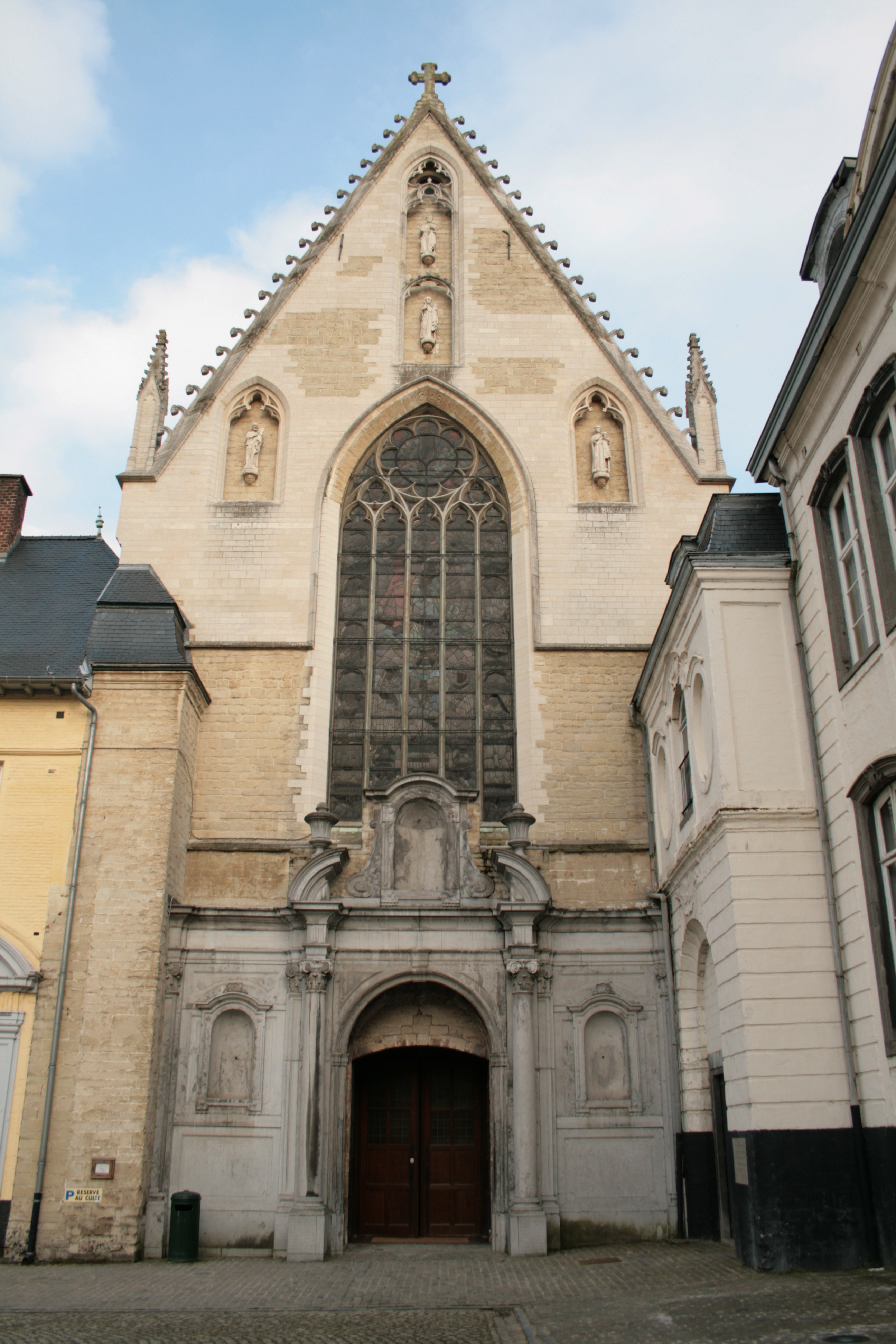
L'église.

L'église conventuelle est située dans l'angle sud-est de la cour. Elle comprend une nef unique de 54 m de longueur et de 11 m de large, couverte d'une voûte en bardeau érigée en 1603 et polychromée en 1610. La nef se complète d'un chœur voûté d'ogives daté 1657 et éclairé par cinq fenêtres, et de deux chapelles formant un transept asymétrique voûté de même. Le bras nord date du XVe siècle, tandis que la partie méridionale a conservé sa voûte primitive et deux fenêtres du début du XIVe siècle. L'église appartient à l'époque de transition entre le style gothique rayonnant et le style gothique flamboyant.
Le cloître se trouve au sud de l'église comme le voulait la règle cistercienne. Il fut reconstruit en 1599. Selon Émile Poumon, il fut édifié dans la seconde moitié du XVIIe siècle, et pour une grande part, reconstruit en 1932-1934. Les fenêtres des galeries ont des vitraux avec les armoiries des abbesses ou des blasons de quelques religieuses nobles.

### D'autres bâtiments

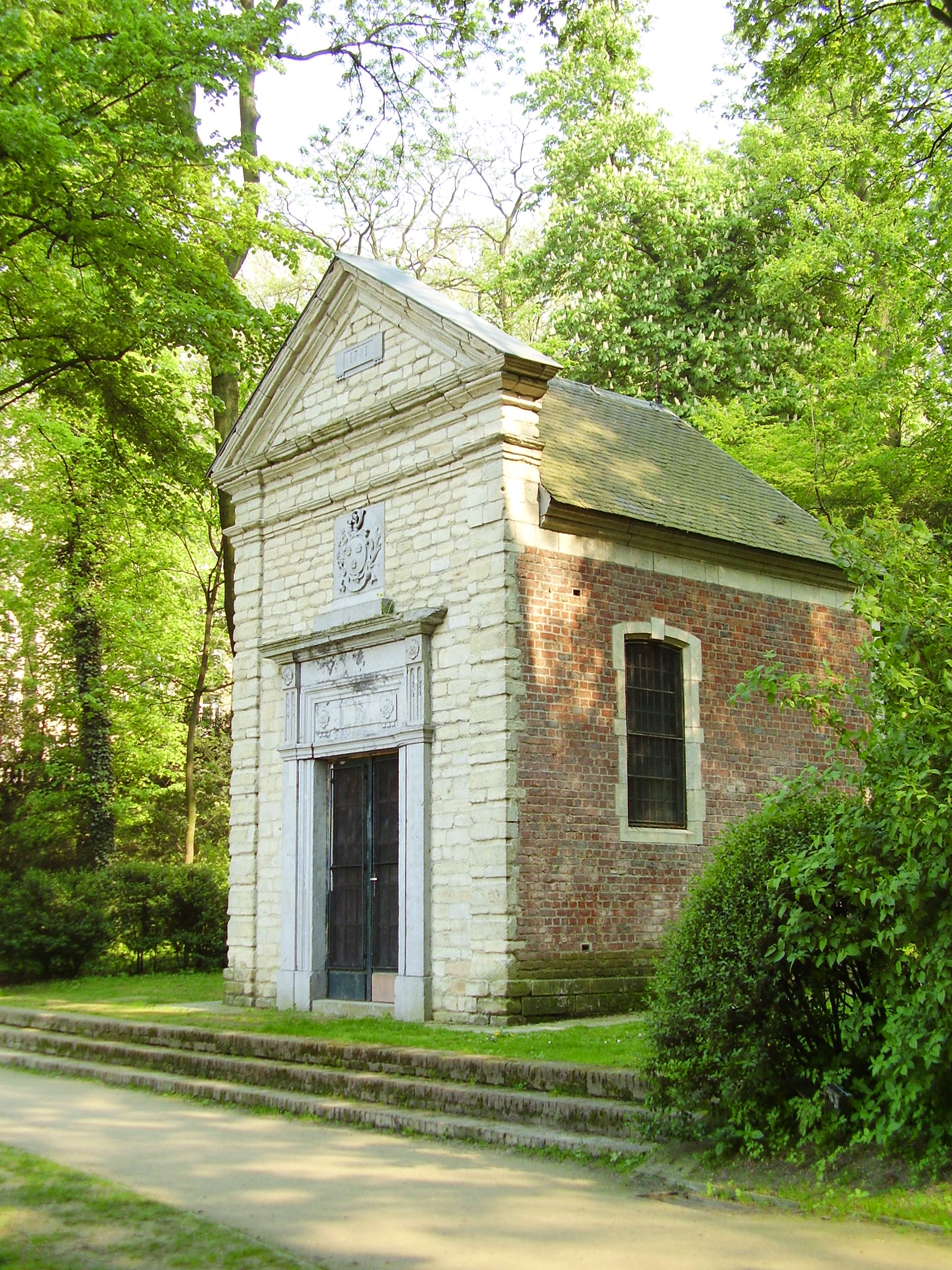
La chapelle Saint-Boniface.

Alors que la galerie nord du cloître est adossée à l'église, la galerie orientale s'appuie sur un bâtiment où se trouvait la salle capitulaire et, à l'étage, le dortoir. Le réfectoire qui soutenait la galerie sud a disparu. En sortant de l'église longeant le dortoir, on aperçoit, plus au sud, un second groupe de bâtiments du XVIIIe siècle comprenant l'infirmerie (porte armoriée de 1740) et les anciennes dépendances.
On peut remarquer encore un pavillon de style Louis XV (1760).

### Les jardins étagés

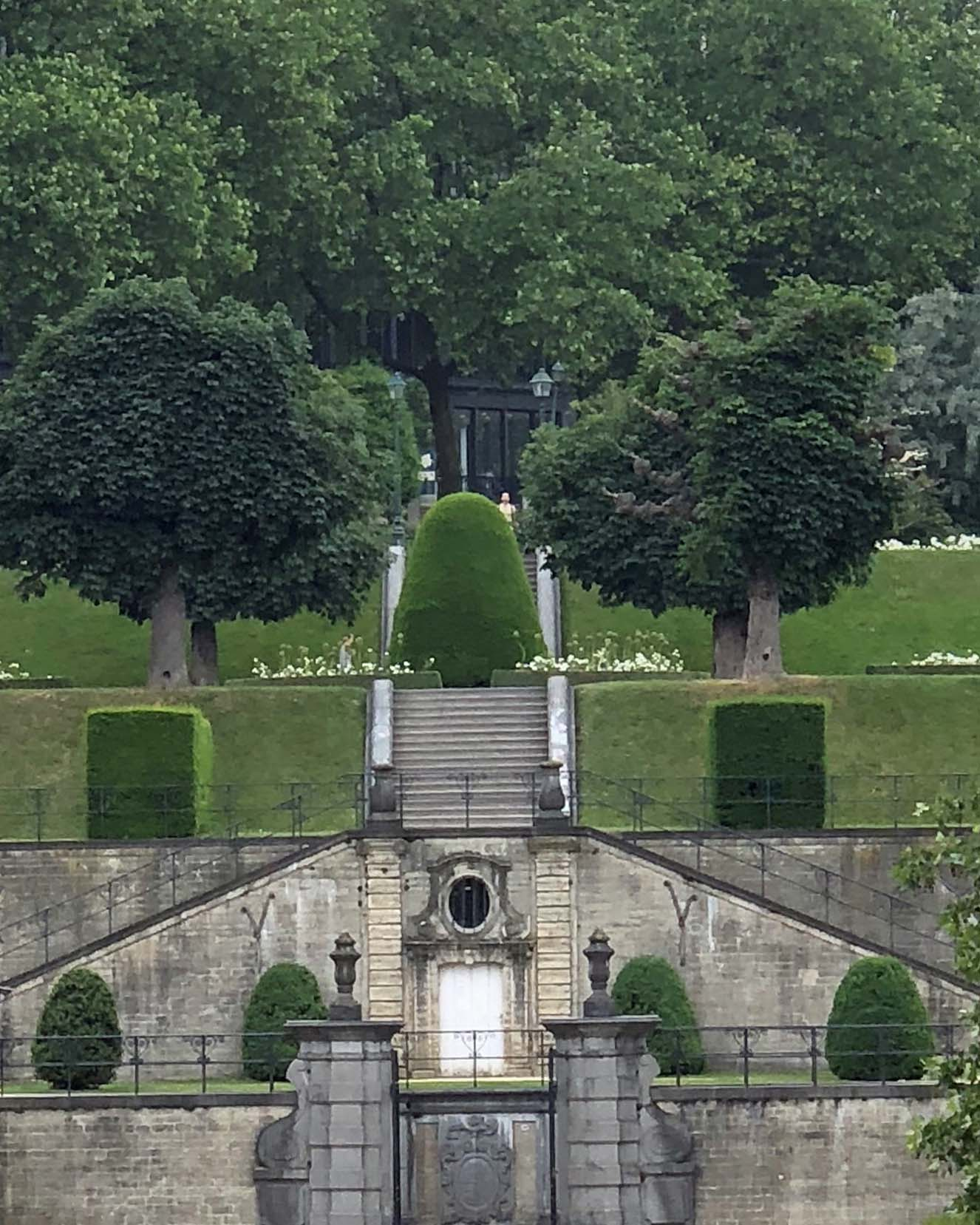
Vue du grand escalier.

Les jardins étagés à la française ont été créés vers 1725 par l'abbesse Deliano y Velasco, dont les armes figurent sur le mur de l'escalier d'accès. Ils se composent de cinq terrasses successives. Ils ont été réaménagés en 1924 dans leur état primitif. L'escalier est monumental avec deux énormes piliers à bossages, accostés de volutes et surmontés de vases. La visite du site et l'accès au jardin et à l'église sont libres. L'église aujourd'hui paroissiale est ouverte au public.
Ces jardins sont classés au patrimoine protégé par la Région de Bruxelles-Capitale depuis le 30 mars 1989.

L’abbesse Louise Dellano y Velasco fait tracer cinq terrasses de jardins à la française reliées par des escaliers monumentaux.

### Arts
On reconnaît l'abbaye et son domaine dans maintes œuvres photographiques de San Damon, créateur de l'Oniroscopisme. L'église, comme la cour d'honneur accueillent quelquefois des spectacles, principalement d'ordre classique, tant sur le point de vue musical que théâtral. José Van Dam s'y est produit notamment dans l'interprétation des Noces de Figaro de Mozart, mais aussi en duo avec le groupe-pop britannique Supertramp ainsi que Billy Paul.[réf. nécessaire]

### Les prieurés de la Forêt de Soignes
- Liste des anciens prieurés et couvents de la Forêt de Soignes

### Hommages aux peintres et écrivains sur le site de l'abbaye
- Louis Clesse (1889-1961)
- Valère Gille (1867-1950)
- Camille Lemonnier (1844-1913)
- Henri Logelain (1889-1968)

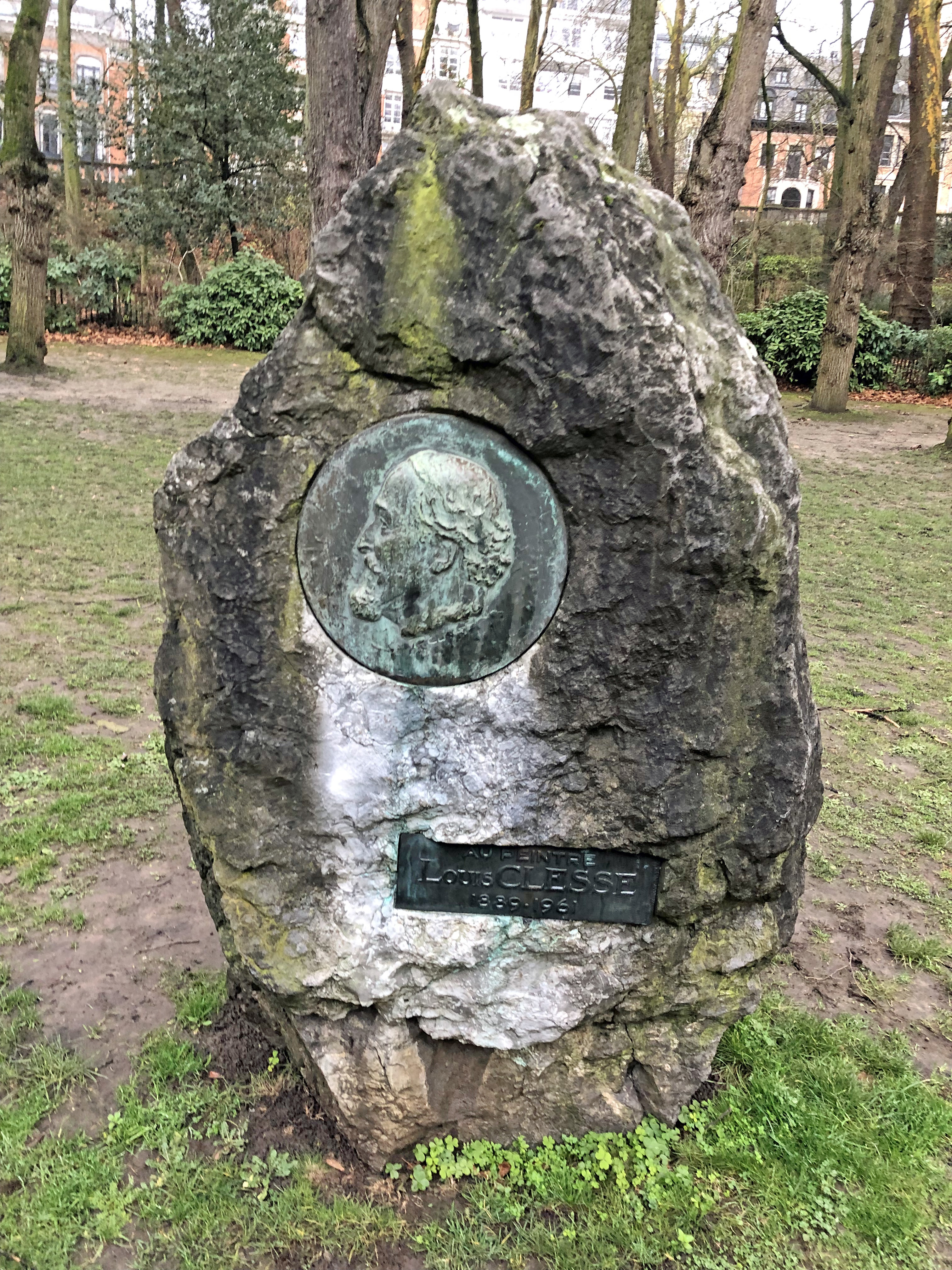
Louis Clesse
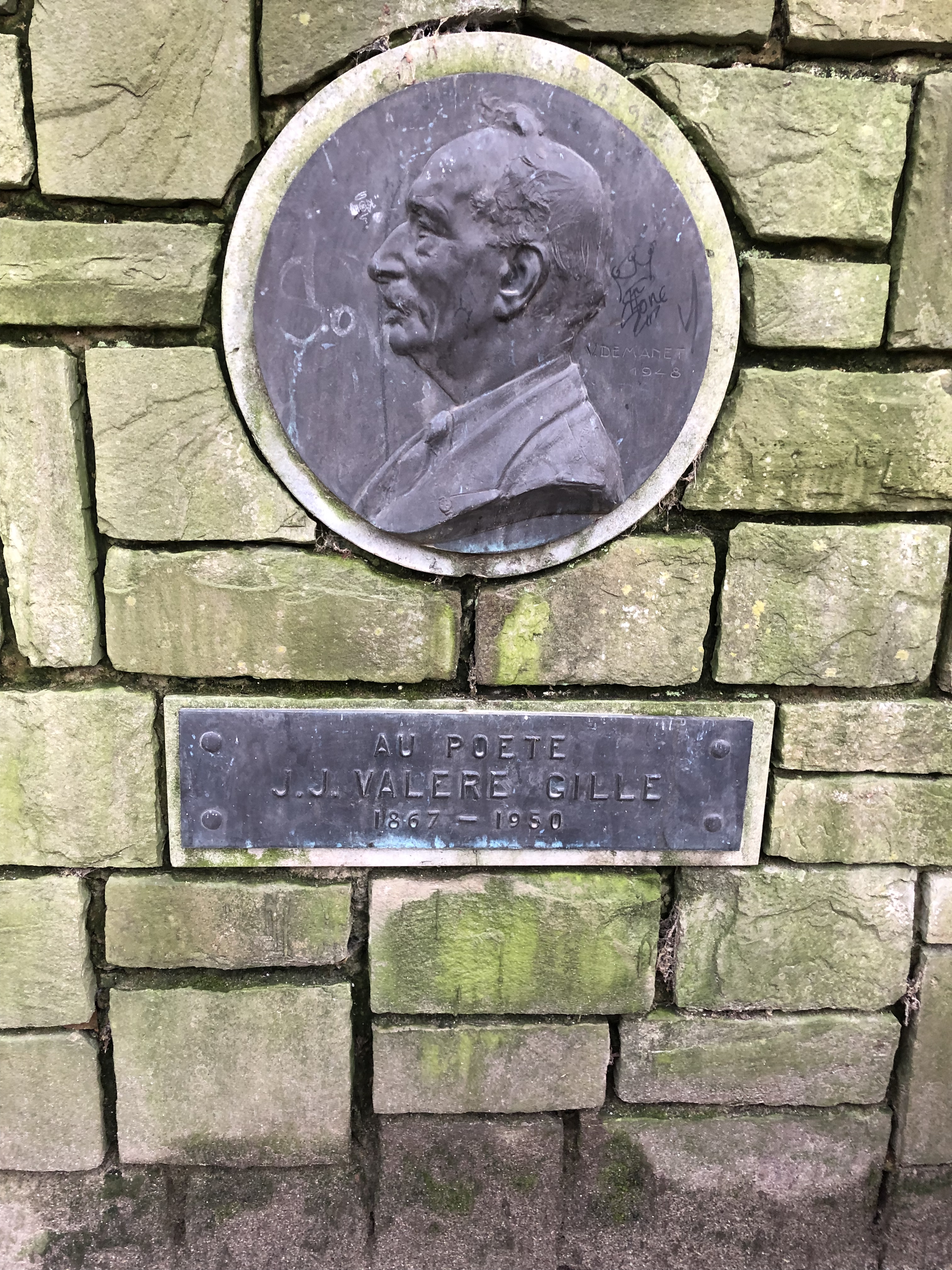
Valère Gille
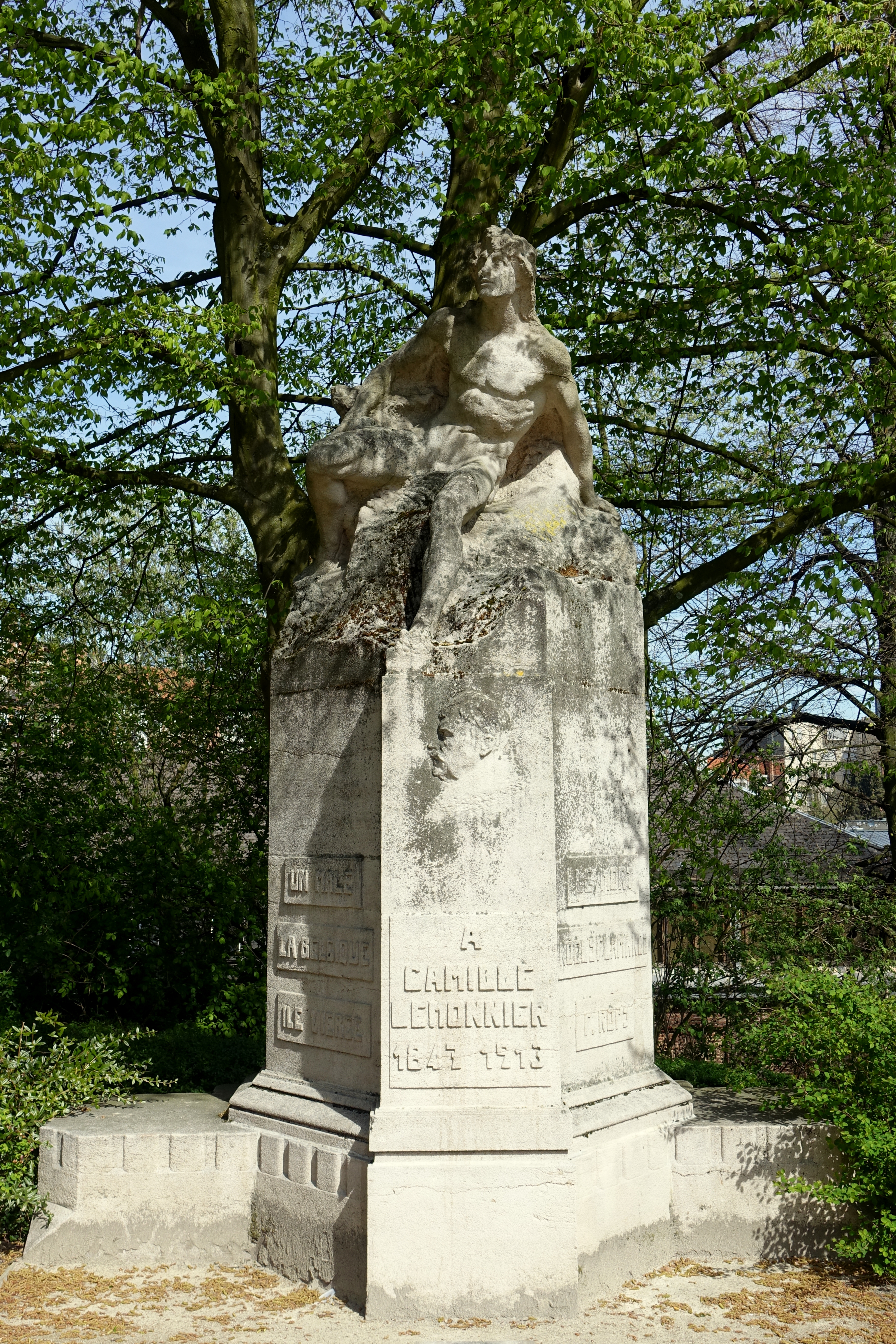
Camille Lemonnier
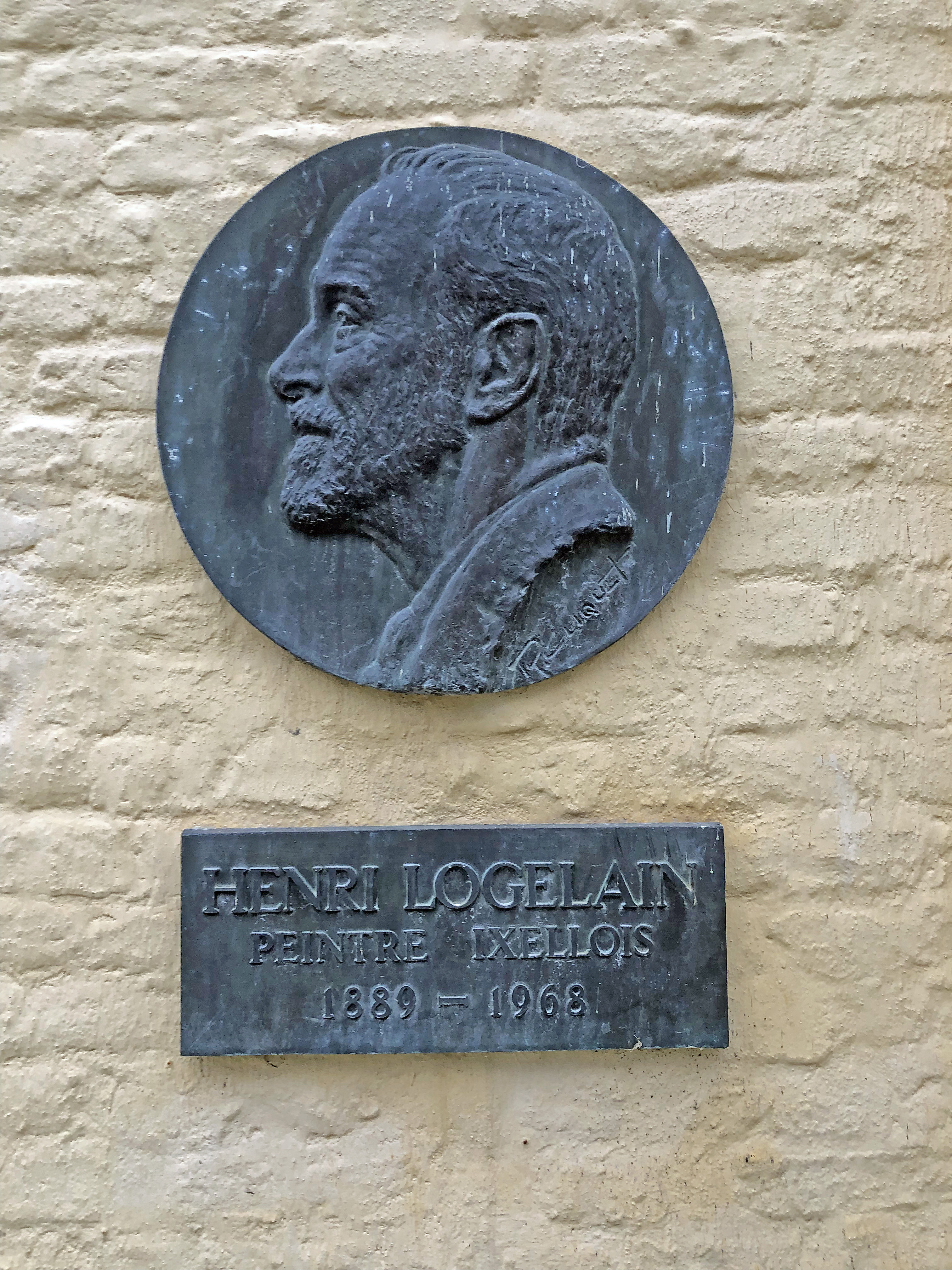
Henri Logelain